# Lista de asteroides (239001-240000)
Esta é uma lista parcial de asteroides, do asteroide número 239001 até o 240000, inclusive. Veja também o índice com todas as listas disponíveis.

| Objeto Próximos à Terra | Cinturão de asteroides (interno) | Cinturão de asteroides (externo) | Centauro       |
| Cruzador de Marte       | Cinturão de asteroides (meio)    | Troianos de Júpiter              | Transnetuniano |

Veja mais dados de cada asteroide na ligação externa para o Minor Planet Center na última coluna.
Índice: 239001... 239101... 239201... 239301... 239401... 239501... 239601... 239701... 239801... 239901... 

## 239001–239100
| Designação     | Designação | Descoberta  | Descoberta        | Descobridor(es)      | Categoria | Mais informações / Referência |
| Permanente     | Provisória | Data        | Local             | Descobridor(es)      | Categoria | Mais informações / Referência |
| -------------- | ---------- | ----------- | ----------------- | -------------------- | --------- | ----------------------------- |
| 239001         | 2006 CG49  | 3 fev 2006  | Socorro           | LINEAR               | —         | MPC                           |
| 239002         | 2006 CL50  | 3 fev 2006  | Mount Lemmon      | Mount Lemmon Survey  | —         | MPC                           |
| 239003         | 2006 CX61  | 3 fev 2006  | Mount Lemmon      | Mount Lemmon Survey  | —         | MPC                           |
| 239004         | 2006 DT5   | 20 fev 2006 | Mount Lemmon      | Mount Lemmon Survey  | —         | MPC                           |
| 239005         | 2006 DY5   | 20 fev 2006 | Catalina          | CSS                  | —         | MPC                           |
| 239006         | 2006 DH8   | 20 fev 2006 | Mount Lemmon      | Mount Lemmon Survey  | —         | MPC                           |
| 239007         | 2006 DA21  | 20 fev 2006 | Catalina          | CSS                  | —         | MPC                           |
| 239008         | 2006 DW21  | 20 fev 2006 | Kitt Peak         | Spacewatch           | Mitidika  | MPC                           |
| 239009         | 2006 DW22  | 20 fev 2006 | Kitt Peak         | Spacewatch           | —         | MPC                           |
| 239010         | 2006 DE24  | 20 fev 2006 | Kitt Peak         | Spacewatch           | —         | MPC                           |
| 239011         | 2006 DC26  | 20 fev 2006 | Mount Lemmon      | Mount Lemmon Survey  | —         | MPC                           |
| 239012         | 2006 DZ47  | 21 fev 2006 | Mount Lemmon      | Mount Lemmon Survey  | —         | MPC                           |
| 239013         | 2006 DH48  | 21 fev 2006 | Mount Lemmon      | Mount Lemmon Survey  | —         | MPC                           |
| 239014         | 2006 DW52  | 24 fev 2006 | Catalina          | CSS                  | —         | MPC                           |
| 239015         | 2006 DE70  | 20 fev 2006 | Mount Lemmon      | Mount Lemmon Survey  | —         | MPC                           |
| 239016         | 2006 DA73  | 22 fev 2006 | Socorro           | LINEAR               | —         | MPC                           |
| 239017         | 2006 DV81  | 24 fev 2006 | Kitt Peak         | Spacewatch           | —         | MPC                           |
| 239018         | 2006 DC82  | 24 fev 2006 | Kitt Peak         | Spacewatch           | —         | MPC                           |
| 239019         | 2006 DK94  | 24 fev 2006 | Kitt Peak         | Spacewatch           | —         | MPC                           |
| 239020         | 2006 DR102 | 25 fev 2006 | Mount Lemmon      | Mount Lemmon Survey  | —         | MPC                           |
| 239021         | 2006 DH104 | 25 fev 2006 | Kitt Peak         | Spacewatch           | —         | MPC                           |
| 239022         | 2006 DD107 | 25 fev 2006 | Mount Lemmon      | Mount Lemmon Survey  | —         | MPC                           |
| 239023         | 2006 DC108 | 25 fev 2006 | Kitt Peak         | Spacewatch           | —         | MPC                           |
| 239024         | 2006 DC110 | 25 fev 2006 | Socorro           | LINEAR               | —         | MPC                           |
| 239025         | 2006 DF110 | 25 fev 2006 | Mount Lemmon      | Mount Lemmon Survey  | Koronis   | MPC                           |
| 239026         | 2006 DX113 | 27 fev 2006 | Kitt Peak         | Spacewatch           | —         | MPC                           |
| 239027         | 2006 DN116 | 27 fev 2006 | Kitt Peak         | Spacewatch           | —         | MPC                           |
| 239028         | 2006 DY120 | 22 fev 2006 | Catalina          | CSS                  | —         | MPC                           |
| 239029         | 2006 DO121 | 22 fev 2006 | Anderson Mesa     | LONEOS               | —         | MPC                           |
| 239030         | 2006 DP123 | 24 fev 2006 | Mount Lemmon      | Mount Lemmon Survey  | —         | MPC                           |
| 239031         | 2006 DT126 | 25 fev 2006 | Kitt Peak         | Spacewatch           | —         | MPC                           |
| 239032         | 2006 DM134 | 25 fev 2006 | Kitt Peak         | Spacewatch           | —         | MPC                           |
| 239033         | 2006 DY138 | 25 fev 2006 | Kitt Peak         | Spacewatch           | —         | MPC                           |
| 239034         | 2006 DO139 | 25 fev 2006 | Kitt Peak         | Spacewatch           | —         | MPC                           |
| 239035         | 2006 DZ145 | 25 fev 2006 | Mount Lemmon      | Mount Lemmon Survey  | —         | MPC                           |
| 239036         | 2006 DS147 | 25 fev 2006 | Kitt Peak         | Spacewatch           | —         | MPC                           |
| 239037         | 2006 DH148 | 25 fev 2006 | Kitt Peak         | Spacewatch           | Mitidika  | MPC                           |
| 239038         | 2006 DZ160 | 27 fev 2006 | Kitt Peak         | Spacewatch           | —         | MPC                           |
| 239039         | 2006 DK175 | 27 fev 2006 | Socorro           | LINEAR               | —         | MPC                           |
| 239040         | 2006 DJ187 | 27 fev 2006 | Kitt Peak         | Spacewatch           | Mitidika  | MPC                           |
| 239041         | 2006 DO190 | 27 fev 2006 | Kitt Peak         | Spacewatch           | —         | MPC                           |
| 239042         | 2006 DB193 | 27 fev 2006 | Kitt Peak         | Spacewatch           | —         | MPC                           |
| 239043         | 2006 DH198 | 26 fev 2006 | Anderson Mesa     | LONEOS               | —         | MPC                           |
| 239044         | 2006 DX201 | 20 fev 2006 | Socorro           | LINEAR               | —         | MPC                           |
| 239045         | 2006 DV202 | 22 fev 2006 | Catalina          | CSS                  | —         | MPC                           |
| 239046 Judysyd | 2006 DQ212 | 25 fev 2006 | USNO Flagstaff    | S. Levine, A. Henden | —         | MPC                           |
| 239047         | 2006 DO214 | 27 fev 2006 | Kitt Peak         | Spacewatch           | —         | MPC                           |
| 239048         | 2006 EV16  | 2 mar 2006  | Mount Lemmon      | Mount Lemmon Survey  | Mitidika  | MPC                           |
| 239049         | 2006 ET37  | 4 mar 2006  | Anderson Mesa     | LONEOS               | —         | MPC                           |
| 239050         | 2006 ED41  | 4 mar 2006  | Kitt Peak         | Spacewatch           | —         | MPC                           |
| 239051         | 2006 EU41  | 4 mar 2006  | Catalina          | CSS                  | —         | MPC                           |
| 239052         | 2006 EF46  | 4 mar 2006  | Kitt Peak         | Spacewatch           | —         | MPC                           |
| 239053         | 2006 EX48  | 4 mar 2006  | Kitt Peak         | Spacewatch           | —         | MPC                           |
| 239054         | 2006 EU51  | 4 mar 2006  | Kitt Peak         | Spacewatch           | —         | MPC                           |
| 239055         | 2006 EH53  | 5 mar 2006  | Catalina          | CSS                  | —         | MPC                           |
| 239056         | 2006 EA60  | 5 mar 2006  | Kitt Peak         | Spacewatch           | —         | MPC                           |
| 239057         | 2006 FO4   | 23 mar 2006 | Kitt Peak         | Spacewatch           | —         | MPC                           |
| 239058         | 2006 FW9   | 24 mar 2006 | Mount Lemmon      | Mount Lemmon Survey  | Themis    | MPC                           |
| 239059         | 2006 FA17  | 23 mar 2006 | Kitt Peak         | Spacewatch           | —         | MPC                           |
| 239060         | 2006 FV24  | 24 mar 2006 | Kitt Peak         | Spacewatch           | —         | MPC                           |
| 239061         | 2006 FF32  | 25 mar 2006 | Mount Lemmon      | Mount Lemmon Survey  | —         | MPC                           |
| 239062         | 2006 FA37  | 23 mar 2006 | Catalina          | CSS                  | —         | MPC                           |
| 239063         | 2006 FW39  | 25 mar 2006 | Kitt Peak         | Spacewatch           | —         | MPC                           |
| 239064         | 2006 FA42  | 26 mar 2006 | Mount Lemmon      | Mount Lemmon Survey  | Eos       | MPC                           |
| 239065         | 2006 FD48  | 24 mar 2006 | Anderson Mesa     | LONEOS               | —         | MPC                           |
| 239066         | 2006 FY49  | 26 mar 2006 | Anderson Mesa     | LONEOS               | —         | MPC                           |
| 239067         | 2006 FC50  | 31 mar 2006 | Kitt Peak         | Spacewatch           | —         | MPC                           |
| 239068         | 2006 FC53  | 23 mar 2006 | Mount Lemmon      | Mount Lemmon Survey  | —         | MPC                           |
| 239069         | 2006 FY53  | 26 mar 2006 | Mount Lemmon      | Mount Lemmon Survey  | —         | MPC                           |
| 239070         | 2006 FO54  | 25 mar 2006 | Kitt Peak         | Spacewatch           | —         | MPC                           |
| 239071 Penghu  | 2006 GF    | 1 abr 2006  | Lulin Observatory | H.-C. Lin, Q.-z. Ye  | —         | MPC                           |
| 239072         | 2006 GL14  | 2 abr 2006  | Kitt Peak         | Spacewatch           | —         | MPC                           |
| 239073         | 2006 GY14  | 2 abr 2006  | Kitt Peak         | Spacewatch           | —         | MPC                           |
| 239074         | 2006 GG16  | 2 abr 2006  | Kitt Peak         | Spacewatch           | —         | MPC                           |
| 239075         | 2006 GK19  | 2 abr 2006  | Kitt Peak         | Spacewatch           | —         | MPC                           |
| 239076         | 2006 GF28  | 2 abr 2006  | Kitt Peak         | Spacewatch           | —         | MPC                           |
| 239077         | 2006 GP31  | 2 abr 2006  | Kitt Peak         | Spacewatch           | —         | MPC                           |
| 239078         | 2006 GX36  | 8 abr 2006  | Mount Lemmon      | Mount Lemmon Survey  | —         | MPC                           |
| 239079         | 2006 GN40  | 6 abr 2006  | Catalina          | CSS                  | —         | MPC                           |
| 239080         | 2006 GB45  | 7 abr 2006  | Mount Lemmon      | Mount Lemmon Survey  | Mitidika  | MPC                           |
| 239081         | 2006 GM49  | 6 abr 2006  | Siding Spring     | SSS                  | —         | MPC                           |
| 239082         | 2006 GG51  | 2 abr 2006  | Catalina          | CSS                  | —         | MPC                           |
| 239083         | 2006 GJ51  | 6 abr 2006  | Socorro           | LINEAR               | —         | MPC                           |
| 239084         | 2006 GY52  | 9 abr 2006  | Kitt Peak         | Spacewatch           | —         | MPC                           |
| 239085         | 2006 GZ53  | 7 abr 2006  | Kitt Peak         | Spacewatch           | —         | MPC                           |
| 239086         | 2006 HO3   | 18 abr 2006 | Anderson Mesa     | LONEOS               | —         | MPC                           |
| 239087         | 2006 HY10  | 19 abr 2006 | Kitt Peak         | Spacewatch           | —         | MPC                           |
| 239088         | 2006 HW14  | 19 abr 2006 | Mount Lemmon      | Mount Lemmon Survey  | —         | MPC                           |
| 239089         | 2006 HA19  | 18 abr 2006 | Kitt Peak         | Spacewatch           | —         | MPC                           |
| 239090         | 2006 HJ19  | 18 abr 2006 | Kitt Peak         | Spacewatch           | —         | MPC                           |
| 239091         | 2006 HA27  | 20 abr 2006 | Kitt Peak         | Spacewatch           | —         | MPC                           |
| 239092         | 2006 HT35  | 19 abr 2006 | Palomar           | NEAT                 | —         | MPC                           |
| 239093         | 2006 HP38  | 21 abr 2006 | Kitt Peak         | Spacewatch           | —         | MPC                           |
| 239094         | 2006 HY38  | 21 abr 2006 | Kitt Peak         | Spacewatch           | —         | MPC                           |
| 239095         | 2006 HE39  | 21 abr 2006 | Kitt Peak         | Spacewatch           | —         | MPC                           |
| 239096         | 2006 HF44  | 24 abr 2006 | Mount Lemmon      | Mount Lemmon Survey  | —         | MPC                           |
| 239097         | 2006 HR47  | 24 abr 2006 | Kitt Peak         | Spacewatch           | —         | MPC                           |
| 239098         | 2006 HC48  | 24 abr 2006 | Kitt Peak         | Spacewatch           | —         | MPC                           |
| 239099         | 2006 HX48  | 24 abr 2006 | Anderson Mesa     | LONEOS               | —         | MPC                           |
| 239100         | 2006 HZ49  | 26 abr 2006 | Kitt Peak         | Spacewatch           | —         | MPC                           |

## 239101–239200
| Designação           | Designação | Descoberta  | Descoberta           | Descobridor(es)      | Categoria | Mais informações / Referência |
| Permanente           | Provisória | Data        | Local                | Descobridor(es)      | Categoria | Mais informações / Referência |
| -------------------- | ---------- | ----------- | -------------------- | -------------------- | --------- | ----------------------------- |
| 239101               | 2006 HN53  | 19 abr 2006 | Catalina             | CSS                  | —         | MPC                           |
| 239102               | 2006 HU54  | 21 abr 2006 | Catalina             | CSS                  | —         | MPC                           |
| 239103               | 2006 HB56  | 22 abr 2006 | Siding Spring        | SSS                  | Phocaea   | MPC                           |
| 239104               | 2006 HN56  | 19 abr 2006 | Anderson Mesa        | LONEOS               | —         | MPC                           |
| 239105 Marcocattaneo | 2006 HP57  | 28 abr 2006 | Vallemare di Borbona | V. S. Casulli        | —         | MPC                           |
| 239106               | 2006 HA58  | 29 abr 2006 | Marly                | P. Kocher            | —         | MPC                           |
| 239107               | 2006 HH58  | 23 abr 2006 | Anderson Mesa        | LONEOS               | —         | MPC                           |
| 239108               | 2006 HN75  | 25 abr 2006 | Kitt Peak            | Spacewatch           | —         | MPC                           |
| 239109               | 2006 HL77  | 25 abr 2006 | Kitt Peak            | Spacewatch           | —         | MPC                           |
| 239110               | 2006 HJ80  | 26 abr 2006 | Kitt Peak            | Spacewatch           | —         | MPC                           |
| 239111               | 2006 HQ80  | 26 abr 2006 | Kitt Peak            | Spacewatch           | Eos       | MPC                           |
| 239112               | 2006 HD81  | 26 abr 2006 | Kitt Peak            | Spacewatch           | —         | MPC                           |
| 239113               | 2006 HY86  | 29 abr 2006 | Kitt Peak            | Spacewatch           | —         | MPC                           |
| 239114               | 2006 HY89  | 26 abr 2006 | Anderson Mesa        | LONEOS               | —         | MPC                           |
| 239115               | 2006 HR93  | 29 abr 2006 | Kitt Peak            | Spacewatch           | —         | MPC                           |
| 239116               | 2006 HZ93  | 29 abr 2006 | Kitt Peak            | Spacewatch           | —         | MPC                           |
| 239117               | 2006 HM94  | 29 abr 2006 | Kitt Peak            | Spacewatch           | —         | MPC                           |
| 239118               | 2006 HD102 | 30 abr 2006 | Kitt Peak            | Spacewatch           | —         | MPC                           |
| 239119               | 2006 HR103 | 30 abr 2006 | Kitt Peak            | Spacewatch           | —         | MPC                           |
| 239120               | 2006 HH105 | 25 abr 2006 | Catalina             | CSS                  | —         | MPC                           |
| 239121               | 2006 HM111 | 26 abr 2006 | Siding Spring        | SSS                  | —         | MPC                           |
| 239122               | 2006 HG113 | 25 abr 2006 | Kitt Peak            | Spacewatch           | —         | MPC                           |
| 239123               | 2006 HF114 | 25 abr 2006 | Mount Lemmon         | Mount Lemmon Survey  | —         | MPC                           |
| 239124               | 2006 HA117 | 26 abr 2006 | Kitt Peak            | Spacewatch           | —         | MPC                           |
| 239125               | 2006 HF120 | 30 abr 2006 | Kitt Peak            | Spacewatch           | —         | MPC                           |
| 239126               | 2006 HY146 | 27 abr 2006 | Cerro Tololo         | M. W. Buie           | —         | MPC                           |
| 239127               | 2006 HW152 | 30 abr 2006 | Kitt Peak            | Spacewatch           | —         | MPC                           |
| 239128               | 2006 JU2   | 2 mai 2006  | Mount Lemmon         | Mount Lemmon Survey  | —         | MPC                           |
| 239129               | 2006 JC5   | 3 mai 2006  | Mount Lemmon         | Mount Lemmon Survey  | —         | MPC                           |
| 239130               | 2006 JE6   | 2 mai 2006  | Nyukasa              | Mount Nyukasa Stn.   | —         | MPC                           |
| 239131               | 2006 JA9   | 1 mai 2006  | Kitt Peak            | Spacewatch           | —         | MPC                           |
| 239132               | 2006 JE13  | 1 mai 2006  | Kitt Peak            | Spacewatch           | —         | MPC                           |
| 239133               | 2006 JW18  | 2 mai 2006  | Mount Lemmon         | Mount Lemmon Survey  | —         | MPC                           |
| 239134               | 2006 JX18  | 2 mai 2006  | Mount Lemmon         | Mount Lemmon Survey  | —         | MPC                           |
| 239135               | 2006 JZ27  | 2 mai 2006  | Mount Lemmon         | Mount Lemmon Survey  | —         | MPC                           |
| 239136               | 2006 JR28  | 3 mai 2006  | Kitt Peak            | Spacewatch           | —         | MPC                           |
| 239137               | 2006 JB30  | 3 mai 2006  | Kitt Peak            | Spacewatch           | —         | MPC                           |
| 239138               | 2006 JJ30  | 3 mai 2006  | Kitt Peak            | Spacewatch           | —         | MPC                           |
| 239139               | 2006 JR34  | 4 mai 2006  | Kitt Peak            | Spacewatch           | —         | MPC                           |
| 239140               | 2006 JW35  | 4 mai 2006  | Kitt Peak            | Spacewatch           | —         | MPC                           |
| 239141               | 2006 JC40  | 6 mai 2006  | Kitt Peak            | Spacewatch           | —         | MPC                           |
| 239142               | 2006 JS41  | 7 mai 2006  | Kitt Peak            | Spacewatch           | —         | MPC                           |
| 239143               | 2006 JQ43  | 5 mai 2006  | Kitt Peak            | Spacewatch           | —         | MPC                           |
| 239144               | 2006 JP44  | 6 mai 2006  | Kitt Peak            | Spacewatch           | —         | MPC                           |
| 239145               | 2006 JA45  | 7 mai 2006  | Mount Lemmon         | Mount Lemmon Survey  | —         | MPC                           |
| 239146               | 2006 JZ45  | 9 mai 2006  | Mount Lemmon         | Mount Lemmon Survey  | —         | MPC                           |
| 239147               | 2006 JT48  | 8 mai 2006  | Siding Spring        | SSS                  | —         | MPC                           |
| 239148               | 2006 JD53  | 6 mai 2006  | Mount Lemmon         | Mount Lemmon Survey  | —         | MPC                           |
| 239149               | 2006 JJ55  | 9 mai 2006  | Mount Lemmon         | Mount Lemmon Survey  | —         | MPC                           |
| 239150               | 2006 JK58  | 5 mai 2006  | Anderson Mesa        | LONEOS               | —         | MPC                           |
| 239151               | 2006 KX    | 18 mai 2006 | Palomar              | NEAT                 | —         | MPC                           |
| 239152               | 2006 KD9   | 19 mai 2006 | Mount Lemmon         | Mount Lemmon Survey  | Themis    | MPC                           |
| 239153               | 2006 KS9   | 19 mai 2006 | Catalina             | CSS                  | —         | MPC                           |
| 239154               | 2006 KX9   | 19 mai 2006 | Catalina             | CSS                  | —         | MPC                           |
| 239155               | 2006 KK11  | 19 mai 2006 | Mount Lemmon         | Mount Lemmon Survey  | Phocaea   | MPC                           |
| 239156               | 2006 KR15  | 20 mai 2006 | Kitt Peak            | Spacewatch           | —         | MPC                           |
| 239157               | 2006 KC16  | 20 mai 2006 | Palomar              | NEAT                 | —         | MPC                           |
| 239158               | 2006 KH17  | 20 mai 2006 | Mount Lemmon         | Mount Lemmon Survey  | Phocaea   | MPC                           |
| 239159               | 2006 KP17  | 20 mai 2006 | Palomar              | NEAT                 | —         | MPC                           |
| 239160               | 2006 KY17  | 21 mai 2006 | Kitt Peak            | Spacewatch           | —         | MPC                           |
| 239161               | 2006 KJ20  | 20 mai 2006 | Anderson Mesa        | LONEOS               | —         | MPC                           |
| 239162               | 2006 KY29  | 20 mai 2006 | Kitt Peak            | Spacewatch           | —         | MPC                           |
| 239163               | 2006 KZ30  | 20 mai 2006 | Kitt Peak            | Spacewatch           | —         | MPC                           |
| 239164               | 2006 KC33  | 20 mai 2006 | Kitt Peak            | Spacewatch           | —         | MPC                           |
| 239165               | 2006 KG37  | 22 mai 2006 | Kitt Peak            | Spacewatch           | —         | MPC                           |
| 239166               | 2006 KF41  | 19 mai 2006 | Catalina             | CSS                  | —         | MPC                           |
| 239167               | 2006 KE47  | 21 mai 2006 | Mount Lemmon         | Mount Lemmon Survey  | —         | MPC                           |
| 239168               | 2006 KK47  | 21 mai 2006 | Mount Lemmon         | Mount Lemmon Survey  | —         | MPC                           |
| 239169               | 2006 KT47  | 21 mai 2006 | Kitt Peak            | Spacewatch           | —         | MPC                           |
| 239170               | 2006 KE48  | 21 mai 2006 | Kitt Peak            | Spacewatch           | —         | MPC                           |
| 239171               | 2006 KE49  | 21 mai 2006 | Kitt Peak            | Spacewatch           | —         | MPC                           |
| 239172               | 2006 KF50  | 21 mai 2006 | Kitt Peak            | Spacewatch           | —         | MPC                           |
| 239173               | 2006 KF51  | 21 mai 2006 | Mount Lemmon         | Mount Lemmon Survey  | —         | MPC                           |
| 239174               | 2006 KE60  | 22 mai 2006 | Kitt Peak            | Spacewatch           | —         | MPC                           |
| 239175               | 2006 KZ62  | 22 mai 2006 | Siding Spring        | SSS                  | —         | MPC                           |
| 239176               | 2006 KQ66  | 24 mai 2006 | Kitt Peak            | Spacewatch           | —         | MPC                           |
| 239177               | 2006 KW71  | 22 mai 2006 | Kitt Peak            | Spacewatch           | —         | MPC                           |
| 239178               | 2006 KM74  | 23 mai 2006 | Kitt Peak            | Spacewatch           | —         | MPC                           |
| 239179               | 2006 KS77  | 24 mai 2006 | Palomar              | NEAT                 | —         | MPC                           |
| 239180               | 2006 KW78  | 24 mai 2006 | Mount Lemmon         | Mount Lemmon Survey  | —         | MPC                           |
| 239181               | 2006 KY78  | 24 mai 2006 | Mount Lemmon         | Mount Lemmon Survey  | —         | MPC                           |
| 239182               | 2006 KU83  | 21 mai 2006 | Mount Lemmon         | Mount Lemmon Survey  | —         | MPC                           |
| 239183               | 2006 KW85  | 21 mai 2006 | Palomar              | NEAT                 | —         | MPC                           |
| 239184               | 2006 KG92  | 25 mai 2006 | Kitt Peak            | Spacewatch           | Eos       | MPC                           |
| 239185               | 2006 KM93  | 25 mai 2006 | Kitt Peak            | Spacewatch           | —         | MPC                           |
| 239186               | 2006 KA100 | 29 mai 2006 | Siding Spring        | SSS                  | —         | MPC                           |
| 239187               | 2006 KW100 | 24 mai 2006 | Palomar              | NEAT                 | —         | MPC                           |
| 239188               | 2006 KA103 | 29 mai 2006 | Kitt Peak            | Spacewatch           | —         | MPC                           |
| 239189               | 2006 KR103 | 30 mai 2006 | Nyukasa              | Mount Nyukasa Stn.   | —         | MPC                           |
| 239190               | 2006 KQ104 | 28 mai 2006 | Kitt Peak            | Spacewatch           | Brangane  | MPC                           |
| 239191               | 2006 KV104 | 28 mai 2006 | Kitt Peak            | Spacewatch           | —         | MPC                           |
| 239192               | 2006 KT114 | 27 mai 2006 | Catalina             | CSS                  | —         | MPC                           |
| 239193               | 2006 KB123 | 28 mai 2006 | Kitt Peak            | Spacewatch           | —         | MPC                           |
| 239194               | 2006 KU123 | 26 mai 2006 | Palomar              | NEAT                 | —         | MPC                           |
| 239195               | 2006 LN    | 1 jun 2006  | Reedy Creek          | J. Broughton         | —         | MPC                           |
| 239196               | 2006 LW2   | 7 jun 2006  | Siding Spring        | SSS                  | Phocaea   | MPC                           |
| 239197               | 2006 MS1   | 18 jun 2006 | Palomar              | NEAT                 | —         | MPC                           |
| 239198               | 2006 MP5   | 17 jun 2006 | Kitt Peak            | Spacewatch           | —         | MPC                           |
| 239199               | 2006 MJ11  | 21 jun 2006 | Palomar              | NEAT                 | —         | MPC                           |
| 239200 Luoyang       | 2006 MD13  | 23 jun 2006 | Lulin Observatory    | Q.-z. Ye, T.-C. Yang | —         | MPC                           |

## 239201–239300
| Designação    | Designação | Descoberta  | Descoberta         | Descobridor(es)       | Categoria | Mais informações / Referência |
| Permanente    | Provisória | Data        | Local              | Descobridor(es)       | Categoria | Mais informações / Referência |
| ------------- | ---------- | ----------- | ------------------ | --------------------- | --------- | ----------------------------- |
| 239201        | 2006 ML13  | 23 jun 2006 | Lulin              | Q.-z. Ye              | —         | MPC                           |
| 239202        | 2006 OX    | 19 jul 2006 | Bergisch Gladbach  | W. Bickel             | —         | MPC                           |
| 239203 Simeon | 2006 OK14  | 27 jul 2006 | Zvezdno Obshtestvo | F. Fratev             | —         | MPC                           |
| 239204        | 2006 ON16  | 19 jul 2006 | Lulin Observatory  | LUSS                  | —         | MPC                           |
| 239205        | 2006 OT17  | 18 jul 2006 | Siding Spring      | SSS                   | —         | MPC                           |
| 239206        | 2006 ON18  | 20 jul 2006 | Siding Spring      | SSS                   | Phocaea   | MPC                           |
| 239207        | 2006 PQ18  | 13 ago 2006 | Palomar            | NEAT                  | —         | MPC                           |
| 239208        | 2006 PN27  | 13 ago 2006 | Siding Spring      | SSS                   | —         | MPC                           |
| 239209        | 2006 PR28  | 14 ago 2006 | Siding Spring      | SSS                   | —         | MPC                           |
| 239210        | 2006 PH38  | 14 ago 2006 | Palomar            | NEAT                  | —         | MPC                           |
| 239211        | 2006 QY23  | 22 ago 2006 | Hibiscus           | S. F. Hönig           | —         | MPC                           |
| 239212        | 2006 QH34  | 19 ago 2006 | Kitt Peak          | Spacewatch            | —         | MPC                           |
| 239213        | 2006 QS55  | 22 ago 2006 | Palomar            | NEAT                  | Pallas    | MPC                           |
| 239214        | 2006 QA56  | 18 ago 2006 | Kitt Peak          | Spacewatch            | —         | MPC                           |
| 239215        | 2006 QD98  | 22 ago 2006 | Palomar            | NEAT                  | —         | MPC                           |
| 239216        | 2006 QK105 | 28 ago 2006 | Catalina           | CSS                   | —         | MPC                           |
| 239217        | 2006 QH152 | 19 ago 2006 | Kitt Peak          | Spacewatch            | —         | MPC                           |
| 239218        | 2006 QO169 | 27 ago 2006 | Anderson Mesa      | LONEOS                | Brangane  | MPC                           |
| 239219        | 2006 RC14  | 14 set 2006 | Kitt Peak          | Spacewatch            | —         | MPC                           |
| 239220        | 2006 RN56  | 14 set 2006 | Kitt Peak          | Spacewatch            | —         | MPC                           |
| 239221        | 2006 RB78  | 15 set 2006 | Kitt Peak          | Spacewatch            | —         | MPC                           |
| 239222        | 2006 RC99  | 15 set 2006 | Kitt Peak          | Spacewatch            | —         | MPC                           |
| 239223        | 2006 SR11  | 16 set 2006 | Socorro            | LINEAR                | —         | MPC                           |
| 239224        | 2006 SY22  | 17 set 2006 | Anderson Mesa      | LONEOS                | —         | MPC                           |
| 239225        | 2006 SD32  | 17 set 2006 | Kitt Peak          | Spacewatch            | —         | MPC                           |
| 239226        | 2006 SY40  | 18 set 2006 | Kitt Peak          | Spacewatch            | —         | MPC                           |
| 239227        | 2006 SY54  | 18 set 2006 | Catalina           | CSS                   | —         | MPC                           |
| 239228        | 2006 SC56  | 19 set 2006 | Socorro            | LINEAR                | —         | MPC                           |
| 239229        | 2006 SU60  | 18 set 2006 | Catalina           | CSS                   | —         | MPC                           |
| 239230        | 2006 SW90  | 18 set 2006 | Kitt Peak          | Spacewatch            | —         | MPC                           |
| 239231        | 2006 SL111 | 22 set 2006 | Socorro            | LINEAR                | —         | MPC                           |
| 239232        | 2006 SH119 | 18 set 2006 | Catalina           | CSS                   | Ursula    | MPC                           |
| 239233        | 2006 SU129 | 19 set 2006 | Anderson Mesa      | LONEOS                | —         | MPC                           |
| 239234        | 2006 SG141 | 25 set 2006 | Anderson Mesa      | LONEOS                | —         | MPC                           |
| 239235        | 2006 SM164 | 25 set 2006 | Kitt Peak          | Spacewatch            | —         | MPC                           |
| 239236        | 2006 SH206 | 25 set 2006 | Kitt Peak          | Spacewatch            | Themis    | MPC                           |
| 239237        | 2006 SV224 | 26 set 2006 | Kitt Peak          | Spacewatch            | Ursula    | MPC                           |
| 239238        | 2006 SW246 | 26 set 2006 | Mount Lemmon       | Mount Lemmon Survey   | —         | MPC                           |
| 239239        | 2006 SS295 | 25 set 2006 | Kitt Peak          | Spacewatch            | —         | MPC                           |
| 239240        | 2006 ST323 | 27 set 2006 | Kitt Peak          | Spacewatch            | —         | MPC                           |
| 239241        | 2006 SZ352 | 30 set 2006 | Catalina           | CSS                   | Ursula    | MPC                           |
| 239242        | 2006 SZ380 | 27 set 2006 | Apache Point       | A. C. Becker          | —         | MPC                           |
| 239243        | 2006 TJ12  | 4 out 2006  | Mount Lemmon       | Mount Lemmon Survey   | —         | MPC                           |
| 239244        | 2006 TZ42  | 12 out 2006 | Kitt Peak          | Spacewatch            | —         | MPC                           |
| 239245        | 2006 TB44  | 12 out 2006 | Kitt Peak          | Spacewatch            | Ursula    | MPC                           |
| 239246        | 2006 TA60  | 13 out 2006 | Kitt Peak          | Spacewatch            | —         | MPC                           |
| 239247        | 2006 TS75  | 11 out 2006 | Palomar            | NEAT                  | —         | MPC                           |
| 239248        | 2006 TJ94  | 15 out 2006 | Catalina           | CSS                   | —         | MPC                           |
| 239249        | 2006 UA67  | 16 out 2006 | Catalina           | CSS                   | —         | MPC                           |
| 239250        | 2006 UH142 | 19 out 2006 | Kitt Peak          | Spacewatch            | —         | MPC                           |
| 239251        | 2006 UT143 | 19 out 2006 | Kitt Peak          | Spacewatch            | —         | MPC                           |
| 239252        | 2006 UP199 | 21 out 2006 | Catalina           | CSS                   | —         | MPC                           |
| 239253        | 2006 UH269 | 27 out 2006 | Mount Lemmon       | Mount Lemmon Survey   | —         | MPC                           |
| 239254        | 2006 UL323 | 19 out 2006 | Kitt Peak          | M. W. Buie            | Brangane  | MPC                           |
| 239255        | 2006 UA333 | 21 out 2006 | Apache Point       | A. C. Becker          | —         | MPC                           |
| 239256        | 2006 VM29  | 10 nov 2006 | Kitt Peak          | Spacewatch            | —         | MPC                           |
| 239257        | 2006 YN1   | 17 dez 2006 | Mount Lemmon       | Mount Lemmon Survey   | —         | MPC                           |
| 239258        | 2007 DO39  | 17 fev 2007 | Kitt Peak          | Spacewatch            | —         | MPC                           |
| 239259        | 2007 DB53  | 19 fev 2007 | Mount Lemmon       | Mount Lemmon Survey   | —         | MPC                           |
| 239260        | 2007 DW60  | 23 fev 2007 | Catalina           | CSS                   | Juno      | MPC                           |
| 239261        | 2007 EJ52  | 11 mar 2007 | Catalina           | CSS                   | —         | MPC                           |
| 239262        | 2007 EH54  | 11 mar 2007 | Mount Lemmon       | Mount Lemmon Survey   | —         | MPC                           |
| 239263        | 2007 EH132 | 9 mar 2007  | Mount Lemmon       | Mount Lemmon Survey   | —         | MPC                           |
| 239264        | 2007 GH12  | 11 abr 2007 | Mount Lemmon       | Mount Lemmon Survey   | —         | MPC                           |
| 239265        | 2007 GB18  | 11 abr 2007 | Kitt Peak          | Spacewatch            | —         | MPC                           |
| 239266        | 2007 GN19  | 11 abr 2007 | Kitt Peak          | Spacewatch            | —         | MPC                           |
| 239267        | 2007 HT22  | 18 abr 2007 | Kitt Peak          | Spacewatch            | —         | MPC                           |
| 239268        | 2007 HY87  | 26 abr 2007 | Kitt Peak          | Spacewatch            | —         | MPC                           |
| 239269        | 2007 JW16  | 7 mai 2007  | Kitt Peak          | Spacewatch            | —         | MPC                           |
| 239270        | 2007 JC35  | 11 mai 2007 | Siding Spring      | SSS                   | —         | MPC                           |
| 239271        | 2007 JV36  | 9 mai 2007  | Catalina           | CSS                   | —         | MPC                           |
| 239272        | 2007 JC45  | 11 mai 2007 | Mount Lemmon       | Mount Lemmon Survey   | —         | MPC                           |
| 239273        | 2007 KS1   | 17 mai 2007 | Catalina           | CSS                   | —         | MPC                           |
| 239274        | 2007 KW1   | 18 mai 2007 | Tiki               | S. F. Hönig, N. Teamo | —         | MPC                           |
| 239275        | 2007 KL7   | 28 mai 2007 | Tiki               | S. F. Hönig, N. Teamo | —         | MPC                           |
| 239276        | 2007 LP26  | 14 jun 2007 | Kitt Peak          | Spacewatch            | —         | MPC                           |
| 239277        | 2007 NV6   | 15 jul 2007 | Siding Spring      | SSS                   | —         | MPC                           |
| 239278        | 2007 OP    | 17 jul 2007 | Eskridge           | G. Hug                | Phocaea   | MPC                           |
| 239279        | 2007 OC1   | 16 jul 2007 | Socorro            | LINEAR                | —         | MPC                           |
| 239280        | 2007 OO5   | 21 jul 2007 | Lulin              | LUSS                  | —         | MPC                           |
| 239281        | 2007 OL6   | 20 jul 2007 | Reedy Creek        | J. Broughton          | —         | MPC                           |
| 239282        | 2007 OC8   | 24 jul 2007 | Charleston         | ARO                   | —         | MPC                           |
| 239283        | 2007 PG    | 3 ago 2007  | Eskridge           | G. Hug                | —         | MPC                           |
| 239284        | 2007 PK3   | 6 ago 2007  | Lulin              | LUSS                  | —         | MPC                           |
| 239285        | 2007 PK5   | 6 ago 2007  | Socorro            | LINEAR                | —         | MPC                           |
| 239286        | 2007 PF11  | 13 ago 2007 | Pla D'Arguines     | R. Ferrando           | —         | MPC                           |
| 239287        | 2007 PQ11  | 11 ago 2007 | Socorro            | LINEAR                | —         | MPC                           |
| 239288        | 2007 PW11  | 8 ago 2007  | Socorro            | LINEAR                | —         | MPC                           |
| 239289        | 2007 PZ11  | 11 ago 2007 | Socorro            | LINEAR                | —         | MPC                           |
| 239290        | 2007 PX12  | 8 ago 2007  | Socorro            | LINEAR                | —         | MPC                           |
| 239291        | 2007 PF13  | 8 ago 2007  | Socorro            | LINEAR                | —         | MPC                           |
| 239292        | 2007 PS15  | 8 ago 2007  | Socorro            | LINEAR                | —         | MPC                           |
| 239293        | 2007 PX16  | 8 ago 2007  | Socorro            | LINEAR                | —         | MPC                           |
| 239294        | 2007 PM22  | 10 ago 2007 | Siding Spring      | SSS                   | —         | MPC                           |
| 239295        | 2007 PS22  | 11 ago 2007 | Socorro            | LINEAR                | —         | MPC                           |
| 239296        | 2007 PH26  | 11 ago 2007 | Anderson Mesa      | LONEOS                | Chloris   | MPC                           |
| 239297        | 2007 PA30  | 9 ago 2007  | Socorro            | LINEAR                | Mitidika  | MPC                           |
| 239298        | 2007 PC34  | 12 ago 2007 | Socorro            | LINEAR                | —         | MPC                           |
| 239299        | 2007 PP34  | 9 ago 2007  | Socorro            | LINEAR                | —         | MPC                           |
| 239300        | 2007 PQ37  | 13 ago 2007 | Socorro            | LINEAR                | —         | MPC                           |

## 239301–239400
| Designação         | Designação | Descoberta  | Descoberta       | Descobridor(es)     | Categoria | Mais informações / Referência |
| Permanente         | Provisória | Data        | Local            | Descobridor(es)     | Categoria | Mais informações / Referência |
| ------------------ | ---------- | ----------- | ---------------- | ------------------- | --------- | ----------------------------- |
| 239301             | 2007 PO39  | 11 ago 2007 | Anderson Mesa    | LONEOS              | —         | MPC                           |
| 239302             | 2007 PO40  | 15 ago 2007 | La Sagra         | Mallorca Obs.       | —         | MPC                           |
| 239303             | 2007 PB43  | 9 ago 2007  | Socorro          | LINEAR              | —         | MPC                           |
| 239304             | 2007 PB48  | 11 ago 2007 | Socorro          | LINEAR              | —         | MPC                           |
| 239305             | 2007 PQ48  | 8 ago 2007  | Siding Spring    | SSS                 | —         | MPC                           |
| 239306             | 2007 QH2   | 18 ago 2007 | Bergisch Gladbac | W. Bickel           | —         | MPC                           |
| 239307 Kruchynenko | 2007 QS3   | 24 ago 2007 | Andrushivka      | Andrushivka Obs.    | —         | MPC                           |
| 239308             | 2007 QU5   | 20 ago 2007 | Purple Mountain  | PMO NEO             | —         | MPC                           |
| 239309             | 2007 QW7   | 21 ago 2007 | Anderson Mesa    | LONEOS              | —         | MPC                           |
| 239310             | 2007 QO8   | 21 ago 2007 | Anderson Mesa    | LONEOS              | —         | MPC                           |
| 239311             | 2007 QZ9   | 22 ago 2007 | Socorro          | LINEAR              | —         | MPC                           |
| 239312             | 2007 QY15  | 21 ago 2007 | Anderson Mesa    | LONEOS              | —         | MPC                           |
| 239313             | 2007 RM16  | 13 set 2007 | Wrightwood       | J. W. Young         | —         | MPC                           |
| 239314             | 2007 RN21  | 3 set 2007  | Catalina         | CSS                 | —         | MPC                           |
| 239315             | 2007 RD23  | 3 set 2007  | Catalina         | CSS                 | —         | MPC                           |
| 239316             | 2007 RQ24  | 4 set 2007  | Catalina         | CSS                 | —         | MPC                           |
| 239317             | 2007 RG34  | 5 set 2007  | Anderson Mesa    | LONEOS              | —         | MPC                           |
| 239318             | 2007 RV34  | 6 set 2007  | Anderson Mesa    | LONEOS              | —         | MPC                           |
| 239319             | 2007 RP36  | 8 set 2007  | Anderson Mesa    | LONEOS              | —         | MPC                           |
| 239320             | 2007 RM37  | 8 set 2007  | Anderson Mesa    | LONEOS              | —         | MPC                           |
| 239321             | 2007 RK38  | 8 set 2007  | Anderson Mesa    | LONEOS              | Mitidika  | MPC                           |
| 239322             | 2007 RG40  | 9 set 2007  | Kitt Peak        | Spacewatch          | —         | MPC                           |
| 239323             | 2007 RE41  | 9 set 2007  | Anderson Mesa    | LONEOS              | Mitidika  | MPC                           |
| 239324             | 2007 RK41  | 9 set 2007  | Anderson Mesa    | LONEOS              | —         | MPC                           |
| 239325             | 2007 RM41  | 9 set 2007  | Anderson Mesa    | LONEOS              | —         | MPC                           |
| 239326             | 2007 RR41  | 9 set 2007  | Anderson Mesa    | LONEOS              | —         | MPC                           |
| 239327             | 2007 RV47  | 9 set 2007  | Mount Lemmon     | Mount Lemmon Survey | —         | MPC                           |
| 239328             | 2007 RZ49  | 9 set 2007  | Mount Lemmon     | Mount Lemmon Survey | —         | MPC                           |
| 239329             | 2007 RN50  | 9 set 2007  | Kitt Peak        | Spacewatch          | —         | MPC                           |
| 239330             | 2007 RY69  | 10 set 2007 | Kitt Peak        | Spacewatch          | —         | MPC                           |
| 239331             | 2007 RZ69  | 10 set 2007 | Kitt Peak        | Spacewatch          | —         | MPC                           |
| 239332             | 2007 RE75  | 10 set 2007 | Mount Lemmon     | Mount Lemmon Survey | —         | MPC                           |
| 239333             | 2007 RT77  | 10 set 2007 | Mount Lemmon     | Mount Lemmon Survey | —         | MPC                           |
| 239334             | 2007 RQ80  | 10 set 2007 | Mount Lemmon     | Mount Lemmon Survey | Phocaea   | MPC                           |
| 239335             | 2007 RJ95  | 10 set 2007 | Mount Lemmon     | Mount Lemmon Survey | —         | MPC                           |
| 239336             | 2007 RU97  | 10 set 2007 | Kitt Peak        | Spacewatch          | —         | MPC                           |
| 239337             | 2007 RT98  | 10 set 2007 | Kitt Peak        | Spacewatch          | Ursula    | MPC                           |
| 239338             | 2007 RQ101 | 11 set 2007 | Mount Lemmon     | Mount Lemmon Survey | Maria     | MPC                           |
| 239339             | 2007 RG103 | 11 set 2007 | Catalina         | CSS                 | Ursula    | MPC                           |
| 239340             | 2007 RD104 | 11 set 2007 | Mount Lemmon     | Mount Lemmon Survey | —         | MPC                           |
| 239341             | 2007 RM107 | 11 set 2007 | Mount Lemmon     | Mount Lemmon Survey | Juno      | MPC                           |
| 239342             | 2007 RQ109 | 11 set 2007 | Kitt Peak        | Spacewatch          | —         | MPC                           |
| 239343             | 2007 RB113 | 11 set 2007 | Kitt Peak        | Spacewatch          | —         | MPC                           |
| 239344             | 2007 RS114 | 11 set 2007 | Kitt Peak        | Spacewatch          | —         | MPC                           |
| 239345             | 2007 RX125 | 12 set 2007 | Mount Lemmon     | Mount Lemmon Survey | —         | MPC                           |
| 239346             | 2007 RY139 | 13 set 2007 | Socorro          | LINEAR              | —         | MPC                           |
| 239347             | 2007 RJ143 | 14 set 2007 | Socorro          | LINEAR              | —         | MPC                           |
| 239348             | 2007 RE147 | 11 set 2007 | Purple Mountain  | PMO NEO             | —         | MPC                           |
| 239349             | 2007 RM149 | 12 set 2007 | Catalina         | CSS                 | —         | MPC                           |
| 239350             | 2007 RN157 | 11 set 2007 | Purple Mountain  | PMO NEO             | —         | MPC                           |
| 239351             | 2007 RL161 | 13 set 2007 | Anderson Mesa    | LONEOS              | —         | MPC                           |
| 239352             | 2007 RF165 | 10 set 2007 | Kitt Peak        | Spacewatch          | —         | MPC                           |
| 239353             | 2007 RG165 | 10 set 2007 | Kitt Peak        | Spacewatch          | —         | MPC                           |
| 239354             | 2007 RD170 | 10 set 2007 | Kitt Peak        | Spacewatch          | —         | MPC                           |
| 239355             | 2007 RD174 | 10 set 2007 | Kitt Peak        | Spacewatch          | —         | MPC                           |
| 239356             | 2007 RH179 | 10 set 2007 | Mount Lemmon     | Mount Lemmon Survey | —         | MPC                           |
| 239357             | 2007 RK179 | 10 set 2007 | Mount Lemmon     | Mount Lemmon Survey | —         | MPC                           |
| 239358             | 2007 RQ179 | 10 set 2007 | Mount Lemmon     | Mount Lemmon Survey | —         | MPC                           |
| 239359             | 2007 RU181 | 11 set 2007 | Mount Lemmon     | Mount Lemmon Survey | —         | MPC                           |
| 239360             | 2007 RP185 | 13 set 2007 | Mount Lemmon     | Mount Lemmon Survey | —         | MPC                           |
| 239361             | 2007 RE204 | 9 set 2007  | Kitt Peak        | Spacewatch          | —         | MPC                           |
| 239362             | 2007 RO214 | 12 set 2007 | Kitt Peak        | Spacewatch          | —         | MPC                           |
| 239363             | 2007 RR214 | 12 set 2007 | Kitt Peak        | Spacewatch          | —         | MPC                           |
| 239364             | 2007 RH219 | 14 set 2007 | Mount Lemmon     | Mount Lemmon Survey | —         | MPC                           |
| 239365             | 2007 RZ220 | 14 set 2007 | Mount Lemmon     | Mount Lemmon Survey | Brangane  | MPC                           |
| 239366             | 2007 RG222 | 14 set 2007 | Mount Lemmon     | Mount Lemmon Survey | —         | MPC                           |
| 239367             | 2007 RW228 | 11 set 2007 | Kitt Peak        | Spacewatch          | —         | MPC                           |
| 239368             | 2007 RR230 | 11 set 2007 | Kitt Peak        | Spacewatch          | —         | MPC                           |
| 239369             | 2007 RD245 | 11 set 2007 | Kitt Peak        | Spacewatch          | —         | MPC                           |
| 239370             | 2007 RH259 | 14 set 2007 | Mount Lemmon     | Mount Lemmon Survey | Brangane  | MPC                           |
| 239371             | 2007 RG279 | 6 set 2007  | Siding Spring    | SSS                 | Phocaea   | MPC                           |
| 239372             | 2007 RA284 | 9 set 2007  | Mount Lemmon     | Mount Lemmon Survey | —         | MPC                           |
| 239373             | 2007 RF285 | 13 set 2007 | Mount Lemmon     | Mount Lemmon Survey | —         | MPC                           |
| 239374             | 2007 RR285 | 14 set 2007 | Mount Lemmon     | Mount Lemmon Survey | —         | MPC                           |
| 239375             | 2007 RA286 | 15 set 2007 | Kitt Peak        | Spacewatch          | —         | MPC                           |
| 239376             | 2007 RW289 | 14 set 2007 | Mount Lemmon     | Mount Lemmon Survey | —         | MPC                           |
| 239377             | 2007 RV308 | 3 set 2007  | Catalina         | CSS                 | Ursula    | MPC                           |
| 239378             | 2007 RC313 | 4 set 2007  | Catalina         | CSS                 | Mitidika  | MPC                           |
| 239379             | 2007 RQ319 | 12 set 2007 | Mount Lemmon     | Mount Lemmon Survey | —         | MPC                           |
| 239380             | 2007 SQ    | 18 set 2007 | Mayhill          | A. Lowe             | —         | MPC                           |
| 239381             | 2007 SM1   | 18 set 2007 | Goodricke-Pigott | R. A. Tucker        | —         | MPC                           |
| 239382             | 2007 SM6   | 22 set 2007 | Altschwendt      | W. Ries             | —         | MPC                           |
| 239383             | 2007 SC11  | 22 set 2007 | Črni Vrh         | Črni Vrh            | —         | MPC                           |
| 239384             | 2007 SZ11  | 22 set 2007 | Črni Vrh         | Črni Vrh            | —         | MPC                           |
| 239385             | 2007 SK13  | 19 set 2007 | Kitt Peak        | Spacewatch          | Brangane  | MPC                           |
| 239386             | 2007 SE14  | 20 set 2007 | Catalina         | CSS                 | Eos       | MPC                           |
| 239387             | 2007 SG14  | 20 set 2007 | Catalina         | CSS                 | —         | MPC                           |
| 239388             | 2007 SJ19  | 25 set 2007 | Mount Lemmon     | Mount Lemmon Survey | —         | MPC                           |
| 239389             | 2007 TE9   | 6 out 2007  | Socorro          | LINEAR              | —         | MPC                           |
| 239390             | 2007 TA15  | 8 out 2007  | Catalina         | CSS                 | —         | MPC                           |
| 239391             | 2007 TF18  | 4 out 2007  | Kitt Peak        | Spacewatch          | Brangane  | MPC                           |
| 239392             | 2007 TG20  | 7 out 2007  | Socorro          | LINEAR              | —         | MPC                           |
| 239393             | 2007 TZ21  | 8 out 2007  | Anderson Mesa    | LONEOS              | —         | MPC                           |
| 239394             | 2007 TE22  | 8 out 2007  | Goodricke-Pigott | R. A. Tucker        | —         | MPC                           |
| 239395             | 2007 TJ23  | 9 out 2007  | Dauban           | Chante-Perdrix Obs. | —         | MPC                           |
| 239396             | 2007 TH25  | 4 out 2007  | Kitt Peak        | Spacewatch          | —         | MPC                           |
| 239397             | 2007 TF29  | 4 out 2007  | Kitt Peak        | Spacewatch          | —         | MPC                           |
| 239398             | 2007 TV36  | 4 out 2007  | Kitt Peak        | Spacewatch          | —         | MPC                           |
| 239399             | 2007 TJ38  | 4 out 2007  | Catalina         | CSS                 | Brangane  | MPC                           |
| 239400             | 2007 TL40  | 6 out 2007  | Kitt Peak        | Spacewatch          | —         | MPC                           |

## 239401–239500
| Designação | Designação | Descoberta  | Descoberta       | Descobridor(es)     | Categoria | Mais informações / Referência |
| Permanente | Provisória | Data        | Local            | Descobridor(es)     | Categoria | Mais informações / Referência |
| ---------- | ---------- | ----------- | ---------------- | ------------------- | --------- | ----------------------------- |
| 239401     | 2007 TP41  | 6 out 2007  | Kitt Peak        | Spacewatch          | —         | MPC                           |
| 239402     | 2007 TU41  | 6 out 2007  | Purple Mountain  | PMO NEO             | —         | MPC                           |
| 239403     | 2007 TX41  | 7 out 2007  | Mount Lemmon     | Mount Lemmon Survey | Eos       | MPC                           |
| 239404     | 2007 TX44  | 7 out 2007  | Catalina         | CSS                 | —         | MPC                           |
| 239405     | 2007 TF48  | 4 out 2007  | Kitt Peak        | Spacewatch          | —         | MPC                           |
| 239406     | 2007 TX48  | 4 out 2007  | Kitt Peak        | Spacewatch          | —         | MPC                           |
| 239407     | 2007 TD49  | 4 out 2007  | Kitt Peak        | Spacewatch          | —         | MPC                           |
| 239408     | 2007 TF50  | 4 out 2007  | Kitt Peak        | Spacewatch          | Brangane  | MPC                           |
| 239409     | 2007 TL55  | 4 out 2007  | Kitt Peak        | Spacewatch          | —         | MPC                           |
| 239410     | 2007 TX56  | 4 out 2007  | Kitt Peak        | Spacewatch          | —         | MPC                           |
| 239411     | 2007 TZ58  | 5 out 2007  | Kitt Peak        | Spacewatch          | —         | MPC                           |
| 239412     | 2007 TY62  | 7 out 2007  | Mount Lemmon     | Mount Lemmon Survey | —         | MPC                           |
| 239413     | 2007 TD68  | 10 out 2007 | Catalina         | CSS                 | —         | MPC                           |
| 239414     | 2007 TG74  | 9 out 2007  | Anderson Mesa    | LONEOS              | —         | MPC                           |
| 239415     | 2007 TK74  | 11 out 2007 | Goodricke-Pigott | R. A. Tucker        | —         | MPC                           |
| 239416     | 2007 TY91  | 4 out 2007  | Catalina         | CSS                 | —         | MPC                           |
| 239417     | 2007 TR92  | 5 out 2007  | Purple Mountain  | PMO NEO             | —         | MPC                           |
| 239418     | 2007 TY93  | 6 out 2007  | Kitt Peak        | Spacewatch          | —         | MPC                           |
| 239419     | 2007 TA95  | 7 out 2007  | Catalina         | CSS                 | —         | MPC                           |
| 239420     | 2007 TW106 | 4 out 2007  | Kitt Peak        | Spacewatch          | —         | MPC                           |
| 239421     | 2007 TA112 | 8 out 2007  | Catalina         | CSS                 | —         | MPC                           |
| 239422     | 2007 TF124 | 6 out 2007  | Kitt Peak        | Spacewatch          | —         | MPC                           |
| 239423     | 2007 TJ124 | 6 out 2007  | Kitt Peak        | Spacewatch          | —         | MPC                           |
| 239424     | 2007 TJ138 | 8 out 2007  | Mount Lemmon     | Mount Lemmon Survey | —         | MPC                           |
| 239425     | 2007 TG140 | 9 out 2007  | Mount Lemmon     | Mount Lemmon Survey | —         | MPC                           |
| 239426     | 2007 TU141 | 9 out 2007  | Mount Lemmon     | Mount Lemmon Survey | —         | MPC                           |
| 239427     | 2007 TM146 | 6 out 2007  | Socorro          | LINEAR              | Brangane  | MPC                           |
| 239428     | 2007 TR147 | 7 out 2007  | Socorro          | LINEAR              | —         | MPC                           |
| 239429     | 2007 TK148 | 7 out 2007  | Socorro          | LINEAR              | —         | MPC                           |
| 239430     | 2007 TP153 | 9 out 2007  | Socorro          | LINEAR              | —         | MPC                           |
| 239431     | 2007 TV154 | 9 out 2007  | Socorro          | LINEAR              | —         | MPC                           |
| 239432     | 2007 TY154 | 9 out 2007  | Socorro          | LINEAR              | —         | MPC                           |
| 239433     | 2007 TQ161 | 11 out 2007 | Socorro          | LINEAR              | —         | MPC                           |
| 239434     | 2007 TX161 | 11 out 2007 | Socorro          | LINEAR              | —         | MPC                           |
| 239435     | 2007 TB163 | 11 out 2007 | Socorro          | LINEAR              | Ursula    | MPC                           |
| 239436     | 2007 TH163 | 11 out 2007 | Socorro          | LINEAR              | —         | MPC                           |
| 239437     | 2007 TT163 | 11 out 2007 | Socorro          | LINEAR              | —         | MPC                           |
| 239438     | 2007 TU164 | 11 out 2007 | Socorro          | LINEAR              | —         | MPC                           |
| 239439     | 2007 TQ168 | 12 out 2007 | Socorro          | LINEAR              | —         | MPC                           |
| 239440     | 2007 TR171 | 13 out 2007 | Socorro          | LINEAR              | —         | MPC                           |
| 239441     | 2007 TO175 | 4 out 2007  | Kitt Peak        | Spacewatch          | Themis    | MPC                           |
| 239442     | 2007 TJ177 | 6 out 2007  | Kitt Peak        | Spacewatch          | Brangane  | MPC                           |
| 239443     | 2007 TY177 | 6 out 2007  | Kitt Peak        | Spacewatch          | —         | MPC                           |
| 239444     | 2007 TQ178 | 7 out 2007  | Mount Lemmon     | Mount Lemmon Survey | —         | MPC                           |
| 239445     | 2007 TO180 | 8 out 2007  | Mount Lemmon     | Mount Lemmon Survey | —         | MPC                           |
| 239446     | 2007 TA186 | 13 out 2007 | Socorro          | LINEAR              | —         | MPC                           |
| 239447     | 2007 TX186 | 13 out 2007 | Socorro          | LINEAR              | —         | MPC                           |
| 239448     | 2007 TD190 | 4 out 2007  | Mount Lemmon     | Mount Lemmon Survey | —         | MPC                           |
| 239449     | 2007 TW207 | 10 out 2007 | Catalina         | CSS                 | —         | MPC                           |
| 239450     | 2007 TR215 | 7 out 2007  | Kitt Peak        | Spacewatch          | Eos       | MPC                           |
| 239451     | 2007 TQ217 | 7 out 2007  | Kitt Peak        | Spacewatch          | Maria     | MPC                           |
| 239452     | 2007 TC226 | 8 out 2007  | Kitt Peak        | Spacewatch          | —         | MPC                           |
| 239453     | 2007 TY229 | 8 out 2007  | Kitt Peak        | Spacewatch          | —         | MPC                           |
| 239454     | 2007 TY234 | 9 out 2007  | Kitt Peak        | Spacewatch          | —         | MPC                           |
| 239455     | 2007 TS237 | 9 out 2007  | Mount Lemmon     | Mount Lemmon Survey | Brangane  | MPC                           |
| 239456     | 2007 TB242 | 8 out 2007  | Catalina         | CSS                 | —         | MPC                           |
| 239457     | 2007 TG256 | 10 out 2007 | Kitt Peak        | Spacewatch          | —         | MPC                           |
| 239458     | 2007 TC269 | 9 out 2007  | Kitt Peak        | Spacewatch          | —         | MPC                           |
| 239459     | 2007 TO278 | 11 out 2007 | Mount Lemmon     | Mount Lemmon Survey | —         | MPC                           |
| 239460     | 2007 TH281 | 7 out 2007  | Mount Lemmon     | Mount Lemmon Survey | —         | MPC                           |
| 239461     | 2007 TQ281 | 7 out 2007  | Mount Lemmon     | Mount Lemmon Survey | —         | MPC                           |
| 239462     | 2007 TK289 | 11 out 2007 | Lulin            | LUSS                | —         | MPC                           |
| 239463     | 2007 TX316 | 12 out 2007 | Kitt Peak        | Spacewatch          | —         | MPC                           |
| 239464     | 2007 TT347 | 14 out 2007 | Mount Lemmon     | Mount Lemmon Survey | —         | MPC                           |
| 239465     | 2007 TZ373 | 14 out 2007 | Catalina         | CSS                 | —         | MPC                           |
| 239466     | 2007 TJ375 | 15 out 2007 | Mount Lemmon     | Mount Lemmon Survey | —         | MPC                           |
| 239467     | 2007 TO375 | 15 out 2007 | Catalina         | CSS                 | —         | MPC                           |
| 239468     | 2007 TR388 | 13 out 2007 | Catalina         | CSS                 | —         | MPC                           |
| 239469     | 2007 TG428 | 10 out 2007 | Mount Lemmon     | Mount Lemmon Survey | —         | MPC                           |
| 239470     | 2007 TS443 | 10 out 2007 | Lulin            | LUSS                | —         | MPC                           |
| 239471     | 2007 UZ8   | 16 out 2007 | Catalina         | CSS                 | —         | MPC                           |
| 239472     | 2007 UF12  | 18 out 2007 | Mount Lemmon     | Mount Lemmon Survey | —         | MPC                           |
| 239473     | 2007 UT14  | 17 out 2007 | Catalina         | CSS                 | —         | MPC                           |
| 239474     | 2007 UF17  | 18 out 2007 | Mount Lemmon     | Mount Lemmon Survey | —         | MPC                           |
| 239475     | 2007 UX20  | 16 out 2007 | Kitt Peak        | Spacewatch          | —         | MPC                           |
| 239476     | 2007 UF21  | 16 out 2007 | Kitt Peak        | Spacewatch          | —         | MPC                           |
| 239477     | 2007 UB26  | 16 out 2007 | Kitt Peak        | Spacewatch          | —         | MPC                           |
| 239478     | 2007 UJ29  | 18 out 2007 | Mount Lemmon     | Mount Lemmon Survey | —         | MPC                           |
| 239479     | 2007 UX35  | 19 out 2007 | Catalina         | CSS                 | —         | MPC                           |
| 239480     | 2007 UW37  | 19 out 2007 | Catalina         | CSS                 | —         | MPC                           |
| 239481     | 2007 UX40  | 16 out 2007 | Kitt Peak        | Spacewatch          | —         | MPC                           |
| 239482     | 2007 UM59  | 30 out 2007 | Mount Lemmon     | Mount Lemmon Survey | —         | MPC                           |
| 239483     | 2007 UF80  | 31 out 2007 | Mount Lemmon     | Mount Lemmon Survey | —         | MPC                           |
| 239484     | 2007 UC84  | 30 out 2007 | Kitt Peak        | Spacewatch          | Themis    | MPC                           |
| 239485     | 2007 UQ86  | 30 out 2007 | Kitt Peak        | Spacewatch          | —         | MPC                           |
| 239486     | 2007 UT95  | 30 out 2007 | Mount Lemmon     | Mount Lemmon Survey | —         | MPC                           |
| 239487     | 2007 UD105 | 30 out 2007 | Kitt Peak        | Spacewatch          | —         | MPC                           |
| 239488     | 2007 UL107 | 31 out 2007 | Catalina         | CSS                 | —         | MPC                           |
| 239489     | 2007 UA113 | 30 out 2007 | Kitt Peak        | Spacewatch          | —         | MPC                           |
| 239490     | 2007 UN118 | 31 out 2007 | Kitt Peak        | Spacewatch          | —         | MPC                           |
| 239491     | 2007 UE128 | 19 out 2007 | Catalina         | CSS                 | —         | MPC                           |
| 239492     | 2007 UQ133 | 31 out 2007 | Kitt Peak        | Spacewatch          | —         | MPC                           |
| 239493     | 2007 VO34  | 3 nov 2007  | 7300 Observatory | W. K. Y. Yeung      | —         | MPC                           |
| 239494     | 2007 VN52  | 1 nov 2007  | Kitt Peak        | Spacewatch          | —         | MPC                           |
| 239495     | 2007 VU52  | 1 nov 2007  | Kitt Peak        | Spacewatch          | —         | MPC                           |
| 239496     | 2007 VV57  | 1 nov 2007  | Kitt Peak        | Spacewatch          | —         | MPC                           |
| 239497     | 2007 VR73  | 2 nov 2007  | Kitt Peak        | Spacewatch          | —         | MPC                           |
| 239498     | 2007 VF84  | 2 nov 2007  | Catalina         | CSS                 | —         | MPC                           |
| 239499     | 2007 VP97  | 1 nov 2007  | Kitt Peak        | Spacewatch          | —         | MPC                           |
| 239500     | 2007 VF122 | 5 nov 2007  | Kitt Peak        | Spacewatch          | —         | MPC                           |

## 239501–239600
| Designação         | Designação | Descoberta  | Descoberta        | Descobridor(es)       | Categoria | Mais informações / Referência |
| Permanente         | Provisória | Data        | Local             | Descobridor(es)       | Categoria | Mais informações / Referência |
| ------------------ | ---------- | ----------- | ----------------- | --------------------- | --------- | ----------------------------- |
| 239501             | 2007 VF127 | 1 nov 2007  | Mount Lemmon      | Mount Lemmon Survey   | —         | MPC                           |
| 239502             | 2007 VP164 | 5 nov 2007  | Kitt Peak         | Spacewatch            | —         | MPC                           |
| 239503             | 2007 VH165 | 5 nov 2007  | Kitt Peak         | Spacewatch            | —         | MPC                           |
| 239504             | 2007 VJ171 | 7 nov 2007  | Kitt Peak         | Spacewatch            | —         | MPC                           |
| 239505             | 2007 VR189 | 12 nov 2007 | Magdalena Ridge   | W. H. Ryan            | Brangane  | MPC                           |
| 239506             | 2007 VD204 | 9 nov 2007  | Kitt Peak         | Spacewatch            | —         | MPC                           |
| 239507             | 2007 VL214 | 9 nov 2007  | Kitt Peak         | Spacewatch            | —         | MPC                           |
| 239508             | 2007 VG215 | 9 nov 2007  | Kitt Peak         | Spacewatch            | —         | MPC                           |
| 239509             | 2007 VP232 | 7 nov 2007  | Kitt Peak         | Spacewatch            | Brangane  | MPC                           |
| 239510             | 2007 VY232 | 7 nov 2007  | Kitt Peak         | Spacewatch            | —         | MPC                           |
| 239511             | 2007 VF269 | 14 nov 2007 | Socorro           | LINEAR                | —         | MPC                           |
| 239512             | 2007 VM275 | 13 nov 2007 | Kitt Peak         | Spacewatch            | Ursula    | MPC                           |
| 239513             | 2007 VY286 | 15 nov 2007 | Anderson Mesa     | LONEOS                | —         | MPC                           |
| 239514             | 2007 VN298 | 11 nov 2007 | Catalina          | CSS                   | —         | MPC                           |
| 239515             | 2007 WH23  | 18 nov 2007 | Mount Lemmon      | Mount Lemmon Survey   | —         | MPC                           |
| 239516             | 2007 WX60  | 17 nov 2007 | Kitt Peak         | Spacewatch            | —         | MPC                           |
| 239517             | 2007 XD23  | 13 dez 2007 | Dauban            | Chante-Perdrix Obs.   | —         | MPC                           |
| 239518             | 2008 AL8   | 10 jan 2008 | Kitt Peak         | Spacewatch            | Eos       | MPC                           |
| 239519             | 2008 DJ54  | 27 fev 2008 | Catalina          | CSS                   | —         | MPC                           |
| 239520             | 2008 GD90  | 6 abr 2008  | Mount Lemmon      | Mount Lemmon Survey   | —         | MPC                           |
| 239521             | 2008 HX3   | 26 abr 2008 | Dauban            | F. Kugel              | —         | MPC                           |
| 239522             | 2008 OG24  | 30 jul 2008 | Mount Lemmon      | Mount Lemmon Survey   | —         | MPC                           |
| 239523             | 2008 PG    | 1 ago 2008  | Socorro           | LINEAR                | —         | MPC                           |
| 239524             | 2008 QA31  | 30 ago 2008 | Socorro           | LINEAR                | —         | MPC                           |
| 239525             | 2008 RW8   | 3 set 2008  | Kitt Peak         | Spacewatch            | —         | MPC                           |
| 239526             | 2008 RE22  | 3 set 2008  | La Sagra          | Mallorca Obs.         | —         | MPC                           |
| 239527             | 2008 RC32  | 2 set 2008  | Kitt Peak         | Spacewatch            | —         | MPC                           |
| 239528             | 2008 RX35  | 2 set 2008  | Kitt Peak         | Spacewatch            | Mitidika  | MPC                           |
| 239529             | 2008 RO57  | 3 set 2008  | Kitt Peak         | Spacewatch            | —         | MPC                           |
| 239530             | 2008 RL94  | 6 set 2008  | Kitt Peak         | Spacewatch            | —         | MPC                           |
| 239531             | 2008 RK96  | 7 set 2008  | Mount Lemmon      | Mount Lemmon Survey   | Juno      | MPC                           |
| 239532             | 2008 RT97  | 7 set 2008  | Mount Lemmon      | Mount Lemmon Survey   | —         | MPC                           |
| 239533             | 2008 SS5   | 22 set 2008 | Socorro           | LINEAR                | —         | MPC                           |
| 239534             | 2008 SO12  | 21 set 2008 | Kitt Peak         | Spacewatch            | —         | MPC                           |
| 239535             | 2008 SF26  | 19 set 2008 | Kitt Peak         | Spacewatch            | —         | MPC                           |
| 239536             | 2008 ST29  | 19 set 2008 | Kitt Peak         | Spacewatch            | —         | MPC                           |
| 239537             | 2008 SW31  | 20 set 2008 | Kitt Peak         | Spacewatch            | —         | MPC                           |
| 239538             | 2008 SW38  | 20 set 2008 | Kitt Peak         | Spacewatch            | —         | MPC                           |
| 239539             | 2008 SJ39  | 20 set 2008 | Kitt Peak         | Spacewatch            | —         | MPC                           |
| 239540             | 2008 SG44  | 20 set 2008 | Kitt Peak         | Spacewatch            | —         | MPC                           |
| 239541             | 2008 SW81  | 25 set 2008 | Sierra Stars      | F. Tozzi              | Phocaea   | MPC                           |
| 239542             | 2008 SS90  | 21 set 2008 | Kitt Peak         | Spacewatch            | —         | MPC                           |
| 239543             | 2008 SZ92  | 21 set 2008 | Kitt Peak         | Spacewatch            | Ursula    | MPC                           |
| 239544             | 2008 SH93  | 21 set 2008 | Kitt Peak         | Spacewatch            | —         | MPC                           |
| 239545             | 2008 SC98  | 21 set 2008 | Kitt Peak         | Spacewatch            | —         | MPC                           |
| 239546             | 2008 SN98  | 21 set 2008 | Kitt Peak         | Spacewatch            | —         | MPC                           |
| 239547             | 2008 SZ101 | 21 set 2008 | Mount Lemmon      | Mount Lemmon Survey   | —         | MPC                           |
| 239548             | 2008 SL103 | 21 set 2008 | Mount Lemmon      | Mount Lemmon Survey   | —         | MPC                           |
| 239549             | 2008 SW105 | 21 set 2008 | Kitt Peak         | Spacewatch            | —         | MPC                           |
| 239550             | 2008 SF115 | 22 set 2008 | Kitt Peak         | Spacewatch            | —         | MPC                           |
| 239551             | 2008 SZ130 | 22 set 2008 | Kitt Peak         | Spacewatch            | —         | MPC                           |
| 239552             | 2008 SH136 | 23 set 2008 | Kitt Peak         | Spacewatch            | —         | MPC                           |
| 239553             | 2008 SL138 | 23 set 2008 | Kitt Peak         | Spacewatch            | —         | MPC                           |
| 239554             | 2008 SG147 | 24 set 2008 | Mount Lemmon      | Mount Lemmon Survey   | —         | MPC                           |
| 239555             | 2008 SD156 | 23 set 2008 | Socorro           | LINEAR                | —         | MPC                           |
| 239556             | 2008 SO163 | 28 set 2008 | Socorro           | LINEAR                | —         | MPC                           |
| 239557             | 2008 SX173 | 22 set 2008 | Catalina          | CSS                   | Juno      | MPC                           |
| 239558             | 2008 SQ176 | 23 set 2008 | Mount Lemmon      | Mount Lemmon Survey   | —         | MPC                           |
| 239559             | 2008 SX176 | 23 set 2008 | Mount Lemmon      | Mount Lemmon Survey   | —         | MPC                           |
| 239560             | 2008 SO189 | 25 set 2008 | Kitt Peak         | Spacewatch            | —         | MPC                           |
| 239561             | 2008 SK196 | 25 set 2008 | Kitt Peak         | Spacewatch            | —         | MPC                           |
| 239562             | 2008 SM204 | 26 set 2008 | Kitt Peak         | Spacewatch            | —         | MPC                           |
| 239563             | 2008 SG279 | 29 set 2008 | Kitt Peak         | Spacewatch            | —         | MPC                           |
| 239564             | 2008 SE285 | 29 set 2008 | Catalina          | CSS                   | —         | MPC                           |
| 239565             | 2008 SH296 | 29 set 2008 | Catalina          | CSS                   | —         | MPC                           |
| 239566             | 2008 SV299 | 22 set 2008 | Kitt Peak         | Spacewatch            | —         | MPC                           |
| 239567             | 2008 SD302 | 23 set 2008 | Kitt Peak         | Spacewatch            | —         | MPC                           |
| 239568             | 2008 TE5   | 1 out 2008  | La Sagra          | Mallorca Obs.         | —         | MPC                           |
| 239569             | 2008 TU39  | 1 out 2008  | Kitt Peak         | Spacewatch            | —         | MPC                           |
| 239570             | 2008 TC54  | 2 out 2008  | Kitt Peak         | Spacewatch            | —         | MPC                           |
| 239571             | 2008 TV57  | 2 out 2008  | Kitt Peak         | Spacewatch            | —         | MPC                           |
| 239572             | 2008 TR59  | 2 out 2008  | Kitt Peak         | Spacewatch            | —         | MPC                           |
| 239573             | 2008 TH74  | 2 out 2008  | Kitt Peak         | Spacewatch            | —         | MPC                           |
| 239574             | 2008 TY86  | 3 out 2008  | Kitt Peak         | Spacewatch            | —         | MPC                           |
| 239575             | 2008 TY89  | 3 out 2008  | Kitt Peak         | Spacewatch            | —         | MPC                           |
| 239576             | 2008 TS93  | 5 out 2008  | La Sagra          | Mallorca Obs.         | —         | MPC                           |
| 239577             | 2008 TD103 | 6 out 2008  | Kitt Peak         | Spacewatch            | —         | MPC                           |
| 239578             | 2008 TO110 | 6 out 2008  | Catalina          | CSS                   | —         | MPC                           |
| 239579             | 2008 TF118 | 6 out 2008  | Kitt Peak         | Spacewatch            | —         | MPC                           |
| 239580             | 2008 TP140 | 9 out 2008  | Mount Lemmon      | Mount Lemmon Survey   | —         | MPC                           |
| 239581             | 2008 TT165 | 5 out 2008  | La Sagra          | Mallorca Obs.         | —         | MPC                           |
| 239582             | 2008 TX169 | 8 out 2008  | Mount Lemmon      | Mount Lemmon Survey   | —         | MPC                           |
| 239583             | 2008 TC172 | 9 out 2008  | Mount Lemmon      | Mount Lemmon Survey   | —         | MPC                           |
| 239584             | 2008 TL185 | 6 out 2008  | Mount Lemmon      | Mount Lemmon Survey   | —         | MPC                           |
| 239585             | 2008 UU7   | 17 out 2008 | Kitt Peak         | Spacewatch            | Mitidika  | MPC                           |
| 239586             | 2008 UY9   | 17 out 2008 | Kitt Peak         | Spacewatch            | —         | MPC                           |
| 239587             | 2008 UH18  | 19 out 2008 | Kitt Peak         | Spacewatch            | —         | MPC                           |
| 239588             | 2008 UU30  | 20 out 2008 | Kitt Peak         | Spacewatch            | —         | MPC                           |
| 239589             | 2008 UW32  | 20 out 2008 | Kitt Peak         | Spacewatch            | —         | MPC                           |
| 239590             | 2008 UY33  | 20 out 2008 | Mount Lemmon      | Mount Lemmon Survey   | —         | MPC                           |
| 239591             | 2008 UX37  | 20 out 2008 | Kitt Peak         | Spacewatch            | —         | MPC                           |
| 239592             | 2008 UO54  | 20 out 2008 | Mount Lemmon      | Mount Lemmon Survey   | —         | MPC                           |
| 239593 Tianwenbang | 2008 UD55  | 20 out 2008 | Lulin Observatory | X. Y. Hsiao, Q.-z. Ye | —         | MPC                           |
| 239594             | 2008 UL58  | 21 out 2008 | Kitt Peak         | Spacewatch            | —         | MPC                           |
| 239595             | 2008 UN74  | 21 out 2008 | Kitt Peak         | Spacewatch            | —         | MPC                           |
| 239596             | 2008 UZ75  | 21 out 2008 | Kitt Peak         | Spacewatch            | —         | MPC                           |
| 239597             | 2008 UL98  | 26 out 2008 | Socorro           | LINEAR                | —         | MPC                           |
| 239598             | 2008 UE114 | 22 out 2008 | Kitt Peak         | Spacewatch            | —         | MPC                           |
| 239599             | 2008 UQ114 | 22 out 2008 | Kitt Peak         | Spacewatch            | —         | MPC                           |
| 239600             | 2008 UO140 | 23 out 2008 | Kitt Peak         | Spacewatch            | —         | MPC                           |

## 239601–239700
| Designação        | Designação | Descoberta  | Descoberta        | Descobridor(es)       | Categoria | Mais informações / Referência |
| Permanente        | Provisória | Data        | Local             | Descobridor(es)       | Categoria | Mais informações / Referência |
| ----------------- | ---------- | ----------- | ----------------- | --------------------- | --------- | ----------------------------- |
| 239601            | 2008 UY141 | 23 out 2008 | Kitt Peak         | Spacewatch            | —         | MPC                           |
| 239602            | 2008 UE148 | 23 out 2008 | Kitt Peak         | Spacewatch            | —         | MPC                           |
| 239603            | 2008 UA149 | 23 out 2008 | Kitt Peak         | Spacewatch            | —         | MPC                           |
| 239604            | 2008 UH154 | 23 out 2008 | Kitt Peak         | Spacewatch            | —         | MPC                           |
| 239605            | 2008 UP156 | 23 out 2008 | Mount Lemmon      | Mount Lemmon Survey   | —         | MPC                           |
| 239606            | 2008 UC167 | 24 out 2008 | Kitt Peak         | Spacewatch            | —         | MPC                           |
| 239607            | 2008 US192 | 25 out 2008 | Mount Lemmon      | Mount Lemmon Survey   | —         | MPC                           |
| 239608            | 2008 UL197 | 27 out 2008 | Mount Lemmon      | Mount Lemmon Survey   | —         | MPC                           |
| 239609            | 2008 UU202 | 27 out 2008 | Socorro           | LINEAR                | —         | MPC                           |
| 239610            | 2008 UY211 | 23 out 2008 | Kitt Peak         | Spacewatch            | —         | MPC                           |
| 239611 Likwohting | 2008 UC212 | 23 out 2008 | Lulin Observatory | X. Y. Hsiao, Q.-z. Ye | —         | MPC                           |
| 239612            | 2008 UU212 | 24 out 2008 | Kitt Peak         | Spacewatch            | —         | MPC                           |
| 239613            | 2008 UW220 | 25 out 2008 | Mount Lemmon      | Mount Lemmon Survey   | —         | MPC                           |
| 239614            | 2008 UB223 | 25 out 2008 | Kitt Peak         | Spacewatch            | —         | MPC                           |
| 239615            | 2008 UR238 | 26 out 2008 | Kitt Peak         | Spacewatch            | —         | MPC                           |
| 239616            | 2008 US239 | 26 out 2008 | Kitt Peak         | Spacewatch            | —         | MPC                           |
| 239617            | 2008 UM245 | 26 out 2008 | Kitt Peak         | Spacewatch            | —         | MPC                           |
| 239618            | 2008 UT250 | 27 out 2008 | Kitt Peak         | Spacewatch            | —         | MPC                           |
| 239619            | 2008 US253 | 27 out 2008 | Kitt Peak         | Spacewatch            | —         | MPC                           |
| 239620            | 2008 UR270 | 28 out 2008 | Mount Lemmon      | Mount Lemmon Survey   | —         | MPC                           |
| 239621            | 2008 UO290 | 28 out 2008 | Kitt Peak         | Spacewatch            | —         | MPC                           |
| 239622            | 2008 UZ320 | 31 out 2008 | Kitt Peak         | Spacewatch            | —         | MPC                           |
| 239623            | 2008 UG338 | 21 out 2008 | Mount Lemmon      | Mount Lemmon Survey   | —         | MPC                           |
| 239624            | 2008 UZ351 | 26 out 2008 | Catalina          | CSS                   | —         | MPC                           |
| 239625            | 2008 UR358 | 26 out 2008 | Mount Lemmon      | Mount Lemmon Survey   | —         | MPC                           |
| 239626            | 2008 UK369 | 28 out 2008 | Kitt Peak         | Spacewatch            | —         | MPC                           |
| 239627            | 2008 VW1   | 2 nov 2008  | Socorro           | LINEAR                | —         | MPC                           |
| 239628            | 2008 VM10  | 2 nov 2008  | Mount Lemmon      | Mount Lemmon Survey   | —         | MPC                           |
| 239629            | 2008 VB11  | 2 nov 2008  | Mount Lemmon      | Mount Lemmon Survey   | —         | MPC                           |
| 239630            | 2008 VV14  | 5 nov 2008  | Bisei SG Center   | BATTeRS               | —         | MPC                           |
| 239631            | 2008 VU41  | 3 nov 2008  | Mount Lemmon      | Mount Lemmon Survey   | —         | MPC                           |
| 239632            | 2008 VW59  | 7 nov 2008  | Catalina          | CSS                   | —         | MPC                           |
| 239633            | 2008 VN70  | 7 nov 2008  | Mount Lemmon      | Mount Lemmon Survey   | —         | MPC                           |
| 239634            | 2008 VD76  | 1 nov 2008  | Mount Lemmon      | Mount Lemmon Survey   | —         | MPC                           |
| 239635            | 2008 WW12  | 19 nov 2008 | Bisei SG Center   | BATTeRS               | —         | MPC                           |
| 239636            | 2008 WX13  | 20 nov 2008 | Mount Lemmon      | Mount Lemmon Survey   | —         | MPC                           |
| 239637            | 2008 WP24  | 18 nov 2008 | Kitt Peak         | Spacewatch            | —         | MPC                           |
| 239638            | 2008 WT25  | 18 nov 2008 | Socorro           | LINEAR                | —         | MPC                           |
| 239639            | 2008 WF35  | 17 nov 2008 | Kitt Peak         | Spacewatch            | —         | MPC                           |
| 239640            | 2008 WV38  | 17 nov 2008 | Kitt Peak         | Spacewatch            | —         | MPC                           |
| 239641            | 2008 WX41  | 17 nov 2008 | Kitt Peak         | Spacewatch            | —         | MPC                           |
| 239642            | 2008 WO45  | 17 nov 2008 | Kitt Peak         | Spacewatch            | —         | MPC                           |
| 239643            | 2008 WQ46  | 17 nov 2008 | Kitt Peak         | Spacewatch            | —         | MPC                           |
| 239644            | 2008 WX53  | 19 nov 2008 | Kitt Peak         | Spacewatch            | Phocaea   | MPC                           |
| 239645            | 2008 WQ58  | 20 nov 2008 | Weihai            | Shandong University   | —         | MPC                           |
| 239646            | 2008 WS66  | 18 nov 2008 | Kitt Peak         | Spacewatch            | —         | MPC                           |
| 239647            | 2008 WW66  | 18 nov 2008 | Kitt Peak         | Spacewatch            | —         | MPC                           |
| 239648            | 2008 WJ68  | 18 nov 2008 | Kitt Peak         | Spacewatch            | —         | MPC                           |
| 239649            | 2008 WB69  | 18 nov 2008 | Kitt Peak         | Spacewatch            | —         | MPC                           |
| 239650            | 2008 WT70  | 18 nov 2008 | Kitt Peak         | Spacewatch            | —         | MPC                           |
| 239651            | 2008 WK76  | 20 nov 2008 | Kitt Peak         | Spacewatch            | —         | MPC                           |
| 239652            | 2008 WA94  | 24 nov 2008 | Sierra Stars      | F. Tozzi              | —         | MPC                           |
| 239653            | 2008 WF98  | 21 nov 2008 | Catalina          | CSS                   | —         | MPC                           |
| 239654            | 2008 WX100 | 24 nov 2008 | Socorro           | LINEAR                | —         | MPC                           |
| 239655            | 2008 WQ107 | 30 nov 2008 | Mount Lemmon      | Mount Lemmon Survey   | —         | MPC                           |
| 239656            | 2008 WR123 | 30 nov 2008 | Mount Lemmon      | Mount Lemmon Survey   | —         | MPC                           |
| 239657            | 2008 WL124 | 24 nov 2008 | La Sagra          | Mallorca Obs.         | —         | MPC                           |
| 239658            | 2008 WG125 | 30 nov 2008 | Kitt Peak         | Spacewatch            | —         | MPC                           |
| 239659            | 2008 WM130 | 22 nov 2008 | Kitt Peak         | Spacewatch            | —         | MPC                           |
| 239660            | 2008 WR132 | 20 nov 2008 | Catalina          | CSS                   | —         | MPC                           |
| 239661            | 2008 WQ134 | 24 nov 2008 | Mount Lemmon      | Mount Lemmon Survey   | —         | MPC                           |
| 239662            | 2008 WU134 | 30 nov 2008 | Kitt Peak         | Spacewatch            | —         | MPC                           |
| 239663            | 2008 WV135 | 19 nov 2008 | Kitt Peak         | Spacewatch            | —         | MPC                           |
| 239664            | 2008 XE    | 1 dez 2008  | Tzec Maun         | L. Elenin             | —         | MPC                           |
| 239665            | 2008 XJ36  | 2 dez 2008  | Kitt Peak         | Spacewatch            | —         | MPC                           |
| 239666            | 2008 XS39  | 2 dez 2008  | Kitt Peak         | Spacewatch            | —         | MPC                           |
| 239667            | 2008 XT51  | 5 dez 2008  | Catalina          | CSS                   | —         | MPC                           |
| 239668            | 2008 XU53  | 1 dez 2008  | Socorro           | LINEAR                | —         | MPC                           |
| 239669            | 2008 XZ55  | 1 dez 2008  | Kitt Peak         | Spacewatch            | —         | MPC                           |
| 239670            | 2008 XC56  | 3 dez 2008  | Mount Lemmon      | Mount Lemmon Survey   | —         | MPC                           |
| 239671            | 2008 XD56  | 3 dez 2008  | Mount Lemmon      | Mount Lemmon Survey   | —         | MPC                           |
| 239672 SOFIA      | 2008 YS1   | 21 dez 2008 | Calar Alto        | F. Hormuth            | —         | MPC                           |
| 239673            | 2008 YV22  | 21 dez 2008 | Mount Lemmon      | Mount Lemmon Survey   | —         | MPC                           |
| 239674            | 2008 YD23  | 18 dez 2008 | La Sagra          | Mallorca Obs.         | —         | MPC                           |
| 239675 Mottez     | 2008 YW24  | 26 dez 2008 | Saint-Sulpice     | B. Christophe         | —         | MPC                           |
| 239676            | 2008 YM32  | 30 dez 2008 | Purple Mountain   | PMO NEO               | —         | MPC                           |
| 239677            | 2008 YM37  | 22 dez 2008 | Kitt Peak         | Spacewatch            | —         | MPC                           |
| 239678            | 2008 YW51  | 29 dez 2008 | Mount Lemmon      | Mount Lemmon Survey   | —         | MPC                           |
| 239679            | 2008 YA55  | 29 dez 2008 | Mount Lemmon      | Mount Lemmon Survey   | —         | MPC                           |
| 239680            | 2008 YM57  | 30 dez 2008 | Kitt Peak         | Spacewatch            | —         | MPC                           |
| 239681            | 2008 YL60  | 30 dez 2008 | Mount Lemmon      | Mount Lemmon Survey   | —         | MPC                           |
| 239682            | 2008 YY63  | 30 dez 2008 | Mount Lemmon      | Mount Lemmon Survey   | —         | MPC                           |
| 239683            | 2008 YA64  | 30 dez 2008 | Mount Lemmon      | Mount Lemmon Survey   | —         | MPC                           |
| 239684            | 2008 YR80  | 30 dez 2008 | Kitt Peak         | Spacewatch            | —         | MPC                           |
| 239685            | 2008 YJ86  | 29 dez 2008 | Kitt Peak         | Spacewatch            | —         | MPC                           |
| 239686            | 2008 YE90  | 29 dez 2008 | Kitt Peak         | Spacewatch            | —         | MPC                           |
| 239687            | 2008 YJ100 | 29 dez 2008 | Kitt Peak         | Spacewatch            | —         | MPC                           |
| 239688            | 2008 YZ101 | 29 dez 2008 | Kitt Peak         | Spacewatch            | —         | MPC                           |
| 239689            | 2008 YC104 | 29 dez 2008 | Kitt Peak         | Spacewatch            | —         | MPC                           |
| 239690            | 2008 YC111 | 31 dez 2008 | Kitt Peak         | Spacewatch            | —         | MPC                           |
| 239691            | 2008 YY120 | 30 dez 2008 | Kitt Peak         | Spacewatch            | —         | MPC                           |
| 239692            | 2008 YV124 | 30 dez 2008 | Kitt Peak         | Spacewatch            | Pallas    | MPC                           |
| 239693            | 2008 YP132 | 31 dez 2008 | Catalina          | CSS                   | —         | MPC                           |
| 239694            | 2008 YL139 | 30 dez 2008 | Kitt Peak         | Spacewatch            | —         | MPC                           |
| 239695            | 2008 YJ144 | 30 dez 2008 | Kitt Peak         | Spacewatch            | —         | MPC                           |
| 239696            | 2008 YN146 | 30 dez 2008 | Kitt Peak         | Spacewatch            | —         | MPC                           |
| 239697            | 2008 YV146 | 31 dez 2008 | Kitt Peak         | Spacewatch            | —         | MPC                           |
| 239698            | 2008 YA155 | 22 dez 2008 | Mount Lemmon      | Mount Lemmon Survey   | —         | MPC                           |
| 239699            | 2008 YF156 | 29 dez 2008 | Kitt Peak         | Spacewatch            | —         | MPC                           |
| 239700            | 2008 YU156 | 30 dez 2008 | Kitt Peak         | Spacewatch            | —         | MPC                           |

## 239701–239800
| Designação              | Designação | Descoberta  | Descoberta    | Descobridor(es)     | Categoria | Mais informações / Referência |
| Permanente              | Provisória | Data        | Local         | Descobridor(es)     | Categoria | Mais informações / Referência |
| ----------------------- | ---------- | ----------- | ------------- | ------------------- | --------- | ----------------------------- |
| 239701                  | 2008 YC157 | 22 dez 2008 | Kitt Peak     | Spacewatch          | —         | MPC                           |
| 239702                  | 2008 YM163 | 30 dez 2008 | Kitt Peak     | Spacewatch          | —         | MPC                           |
| 239703                  | 2008 YZ167 | 21 dez 2008 | Catalina      | CSS                 | —         | MPC                           |
| 239704                  | 2008 YG168 | 30 dez 2008 | Catalina      | CSS                 | —         | MPC                           |
| 239705                  | 2009 AS1   | 3 jan 2009  | Sierra Stars  | F. Tozzi            | Phocaea   | MPC                           |
| 239706                  | 2009 AB2   | 3 jan 2009  | Dauban        | F. Kugel            | —         | MPC                           |
| 239707                  | 2009 AP4   | 1 jan 2009  | Kitt Peak     | Spacewatch          | —         | MPC                           |
| 239708                  | 2009 AS10  | 2 jan 2009  | Mount Lemmon  | Mount Lemmon Survey | —         | MPC                           |
| 239709                  | 2009 AZ16  | 2 jan 2009  | Catalina      | CSS                 | —         | MPC                           |
| 239710                  | 2009 AM25  | 2 jan 2009  | Kitt Peak     | Spacewatch          | Themis    | MPC                           |
| 239711                  | 2009 AA30  | 15 jan 2009 | Kitt Peak     | Spacewatch          | —         | MPC                           |
| 239712                  | 2009 AZ40  | 15 jan 2009 | Kitt Peak     | Spacewatch          | —         | MPC                           |
| 239713                  | 2009 AD43  | 3 jan 2009  | Kitt Peak     | Spacewatch          | —         | MPC                           |
| 239714                  | 2009 AY45  | 2 jan 2009  | Mount Lemmon  | Mount Lemmon Survey | —         | MPC                           |
| 239715                  | 2009 BT2   | 19 jan 2009 | Mayhill       | A. Lowe             | —         | MPC                           |
| 239716 Felixbaumgartner | 2009 BF12  | 25 jan 2009 | Gaisberg      | R. Gierlinger       | —         | MPC                           |
| 239717                  | 2009 BM15  | 16 jan 2009 | Mount Lemmon  | Mount Lemmon Survey | —         | MPC                           |
| 239718                  | 2009 BU18  | 16 jan 2009 | Mount Lemmon  | Mount Lemmon Survey | —         | MPC                           |
| 239719                  | 2009 BN21  | 16 jan 2009 | Kitt Peak     | Spacewatch          | —         | MPC                           |
| 239720                  | 2009 BP35  | 16 jan 2009 | Kitt Peak     | Spacewatch          | —         | MPC                           |
| 239721                  | 2009 BP50  | 16 jan 2009 | Mount Lemmon  | Mount Lemmon Survey | —         | MPC                           |
| 239722                  | 2009 BD51  | 16 jan 2009 | Mount Lemmon  | Mount Lemmon Survey | —         | MPC                           |
| 239723                  | 2009 BR53  | 16 jan 2009 | Mount Lemmon  | Mount Lemmon Survey | Ursula    | MPC                           |
| 239724                  | 2009 BY69  | 25 jan 2009 | Catalina      | CSS                 | —         | MPC                           |
| 239725                  | 2009 BO91  | 25 jan 2009 | Kitt Peak     | Spacewatch          | —         | MPC                           |
| 239726                  | 2009 BZ114 | 26 jan 2009 | Kitt Peak     | Spacewatch          | —         | MPC                           |
| 239727                  | 2009 BP115 | 29 jan 2009 | Kitt Peak     | Spacewatch          | —         | MPC                           |
| 239728                  | 2009 BG143 | 30 jan 2009 | Kitt Peak     | Spacewatch          | —         | MPC                           |
| 239729                  | 2009 BZ150 | 28 jan 2009 | Catalina      | CSS                 | Brangane  | MPC                           |
| 239730                  | 2009 BL170 | 16 jan 2009 | Kitt Peak     | Spacewatch          | —         | MPC                           |
| 239731                  | 2009 BR173 | 20 jan 2009 | Catalina      | CSS                 | Flora     | MPC                           |
| 239732                  | 2009 BG177 | 28 jan 2009 | Kitt Peak     | Spacewatch          | Brangane  | MPC                           |
| 239733                  | 2009 CY15  | 3 fev 2009  | Kitt Peak     | Spacewatch          | —         | MPC                           |
| 239734                  | 2009 CG34  | 2 fev 2009  | Mount Lemmon  | Mount Lemmon Survey | —         | MPC                           |
| 239735                  | 2009 CH44  | 14 fev 2009 | Kitt Peak     | Spacewatch          | —         | MPC                           |
| 239736                  | 2009 CK57  | 1 fev 2009  | Catalina      | CSS                 | —         | MPC                           |
| 239737                  | 2009 DB6   | 17 fev 2009 | Kitt Peak     | Spacewatch          | —         | MPC                           |
| 239738                  | 2009 DJ10  | 20 fev 2009 | Socorro       | LINEAR              | —         | MPC                           |
| 239739                  | 2009 DB51  | 20 fev 2009 | Kitt Peak     | Spacewatch          | —         | MPC                           |
| 239740                  | 2009 EL3   | 14 mar 2009 | La Sagra      | Mallorca Obs.       | —         | MPC                           |
| 239741                  | 2009 FF7   | 16 mar 2009 | Kitt Peak     | Spacewatch          | —         | MPC                           |
| 239742                  | 2009 FO30  | 25 mar 2009 | Sierra Stars  | F. Tozzi            | —         | MPC                           |
| 239743                  | 2009 FP43  | 30 mar 2009 | Sierra Stars  | F. Tozzi            | —         | MPC                           |
| 239744                  | 2009 WQ166 | 21 nov 2009 | Mount Lemmon  | Mount Lemmon Survey | —         | MPC                           |
| 239745                  | 2009 XD15  | 15 dez 2009 | Mount Lemmon  | Mount Lemmon Survey | —         | MPC                           |
| 239746                  | 2009 YF4   | 17 dez 2009 | Mount Lemmon  | Mount Lemmon Survey | —         | MPC                           |
| 239747                  | 2009 YZ11  | 18 dez 2009 | Mount Lemmon  | Mount Lemmon Survey | —         | MPC                           |
| 239748                  | 2009 YH16  | 19 dez 2009 | Mount Lemmon  | Mount Lemmon Survey | —         | MPC                           |
| 239749                  | 2009 YS24  | 18 dez 2009 | Mount Lemmon  | Mount Lemmon Survey | Mitidika  | MPC                           |
| 239750                  | 2010 AZ2   | 7 jan 2010  | Mayhill       | A. Lowe             | —         | MPC                           |
| 239751                  | 2010 AV18  | 7 jan 2010  | Mount Lemmon  | Mount Lemmon Survey | —         | MPC                           |
| 239752                  | 2010 AM31  | 6 jan 2010  | Kitt Peak     | Spacewatch          | —         | MPC                           |
| 239753                  | 2010 AW43  | 6 jan 2010  | Catalina      | CSS                 | —         | MPC                           |
| 239754                  | 2010 AB53  | 8 jan 2010  | Kitt Peak     | Spacewatch          | —         | MPC                           |
| 239755                  | 2010 AT55  | 8 jan 2010  | Kitt Peak     | Spacewatch          | —         | MPC                           |
| 239756                  | 2010 AN59  | 6 jan 2010  | Catalina      | CSS                 | Juno      | MPC                           |
| 239757                  | 2010 AG74  | 13 jan 2010 | Socorro       | LINEAR              | —         | MPC                           |
| 239758                  | 2010 AU75  | 10 jan 2010 | Socorro       | LINEAR              | Phocaea   | MPC                           |
| 239759                  | 2010 BY2   | 21 jan 2010 | La Sagra      | Mallorca Obs.       | Eos       | MPC                           |
| 239760                  | 2010 CX3   | 6 fev 2010  | Mount Lemmon  | Mount Lemmon Survey | —         | MPC                           |
| 239761                  | 2010 CU18  | 13 fev 2010 | Mayhill       | iTelescope Obs.     | —         | MPC                           |
| 239762                  | 2010 CV18  | 13 fev 2010 | Mayhill       | iTelescope Obs.     | —         | MPC                           |
| 239763                  | 2010 CZ28  | 9 fev 2010  | Kitt Peak     | Spacewatch          | —         | MPC                           |
| 239764                  | 2010 CD29  | 9 fev 2010  | Kitt Peak     | Spacewatch          | Brangane  | MPC                           |
| 239765                  | 2010 CO34  | 10 fev 2010 | Kitt Peak     | Spacewatch          | Phocaea   | MPC                           |
| 239766                  | 2010 CT40  | 13 fev 2010 | Kitt Peak     | Spacewatch          | —         | MPC                           |
| 239767                  | 2010 CW40  | 13 fev 2010 | Kitt Peak     | Spacewatch          | —         | MPC                           |
| 239768                  | 2010 CS42  | 7 fev 2010  | La Sagra      | Mallorca Obs.       | —         | MPC                           |
| 239769                  | 2010 CX56  | 13 fev 2010 | Socorro       | LINEAR              | —         | MPC                           |
| 239770                  | 2010 CK57  | 14 fev 2010 | Socorro       | LINEAR              | Juno      | MPC                           |
| 239771                  | 2010 CR58  | 13 fev 2010 | Socorro       | LINEAR              | —         | MPC                           |
| 239772                  | 2010 CL62  | 9 fev 2010  | Catalina      | CSS                 | —         | MPC                           |
| 239773                  | 2010 CN65  | 9 fev 2010  | Kitt Peak     | Spacewatch          | —         | MPC                           |
| 239774                  | 2010 CY68  | 10 fev 2010 | Kitt Peak     | Spacewatch          | —         | MPC                           |
| 239775                  | 2010 CF69  | 12 fev 2010 | La Sagra      | Mallorca Obs.       | —         | MPC                           |
| 239776                  | 2010 CB76  | 13 fev 2010 | Catalina      | CSS                 | —         | MPC                           |
| 239777                  | 2010 CW82  | 13 fev 2010 | Črni Vrh      | Črni Vrh            | —         | MPC                           |
| 239778                  | 2010 CK94  | 14 fev 2010 | Kitt Peak     | Spacewatch          | —         | MPC                           |
| 239779                  | 2010 CU94  | 14 fev 2010 | Kitt Peak     | Spacewatch          | —         | MPC                           |
| 239780                  | 2010 CB95  | 14 fev 2010 | Kitt Peak     | Spacewatch          | —         | MPC                           |
| 239781                  | 2010 CD99  | 14 fev 2010 | Kitt Peak     | Spacewatch          | —         | MPC                           |
| 239782                  | 2010 CZ103 | 14 fev 2010 | Kitt Peak     | Spacewatch          | —         | MPC                           |
| 239783                  | 2010 CJ117 | 14 fev 2010 | Mount Lemmon  | Mount Lemmon Survey | —         | MPC                           |
| 239784                  | 2010 CP156 | 15 fev 2010 | Kitt Peak     | Spacewatch          | —         | MPC                           |
| 239785                  | 2010 CC163 | 9 fev 2010  | Kitt Peak     | Spacewatch          | —         | MPC                           |
| 239786                  | 2010 CU166 | 13 fev 2010 | Kitt Peak     | Spacewatch          | —         | MPC                           |
| 239787                  | 2010 CW179 | 14 fev 2010 | Mount Lemmon  | Mount Lemmon Survey | —         | MPC                           |
| 239788                  | 2010 DW38  | 16 fev 2010 | Kitt Peak     | Spacewatch          | —         | MPC                           |
| 239789                  | 2010 DB45  | 17 fev 2010 | Kitt Peak     | Spacewatch          | Mitidika  | MPC                           |
| 239790                  | 2010 DY76  | 16 fev 2010 | Mount Lemmon  | Mount Lemmon Survey | —         | MPC                           |
| 239791                  | 2010 EW33  | 4 mar 2010  | Kitt Peak     | Spacewatch          | —         | MPC                           |
| 239792 Hankakováčová    | 2010 EM34  | 9 mar 2010  | LightBuckets  | T. Vorobjov         | —         | MPC                           |
| 239793                  | 2010 EV40  | 4 mar 2010  | Kitt Peak     | Spacewatch          | —         | MPC                           |
| 239794                  | 6715 P-L   | 24 set 1960 | Palomar       | PLS                 | —         | MPC                           |
| 239795                  | 1273 T-2   | 29 set 1973 | Palomar       | PLS                 | —         | MPC                           |
| 239796                  | 2300 T-3   | 16 out 1977 | Palomar       | PLS                 | —         | MPC                           |
| 239797                  | 3037 T-3   | 16 out 1977 | Palomar       | PLS                 | —         | MPC                           |
| 239798                  | 1981 EZ31  | 6 mar 1981  | Siding Spring | S. J. Bus           | —         | MPC                           |
| 239799                  | 1993 OU9   | 20 jul 1993 | La Silla      | E. W. Elst          | —         | MPC                           |
| 239800                  | 1993 PR1   | 14 ago 1993 | Kitt Peak     | Spacewatch          | —         | MPC                           |

## 239801–239900
| Designação       | Designação | Descoberta  | Descoberta          | Descobridor(es) | Categoria | Mais informações / Referência |
| Permanente       | Provisória | Data        | Local               | Descobridor(es) | Categoria | Mais informações / Referência |
| ---------------- | ---------- | ----------- | ------------------- | --------------- | --------- | ----------------------------- |
| 239801           | 1994 CA11  | 7 fev 1994  | La Silla            | E. W. Elst      | —         | MPC                           |
| 239802           | 1995 UD14  | 17 out 1995 | Kitt Peak           | Spacewatch      | —         | MPC                           |
| 239803           | 1995 WE4   | 16 nov 1995 | Kitt Peak           | Spacewatch      | —         | MPC                           |
| 239804           | 1995 WL18  | 17 nov 1995 | Kitt Peak           | Spacewatch      | —         | MPC                           |
| 239805           | 1995 XB5   | 14 dez 1995 | Kitt Peak           | Spacewatch      | —         | MPC                           |
| 239806           | 1996 GJ5   | 11 abr 1996 | Kitt Peak           | Spacewatch      | —         | MPC                           |
| 239807           | 1996 PG    | 7 ago 1996  | Prescott            | P. G. Comba     | —         | MPC                           |
| 239808           | 1996 TK9   | 12 out 1996 | Kleť                | Kleť Obs.       | —         | MPC                           |
| 239809           | 1997 AY12  | 10 jan 1997 | Oizumi              | T. Kobayashi    | —         | MPC                           |
| 239810           | 1997 EC26  | 11 mar 1997 | Cloudcroft          | W. Offutt       | —         | MPC                           |
| 239811           | 1997 MR2   | 28 jun 1997 | Socorro             | LINEAR          | —         | MPC                           |
| 239812           | 1997 PP    | 1 ago 1997  | Haleakalā           | NEAT            | —         | MPC                           |
| 239813           | 1997 TG11  | 3 out 1997  | Kitt Peak           | Spacewatch      | —         | MPC                           |
| 239814           | 1997 WC12  | 22 nov 1997 | Kitt Peak           | Spacewatch      | —         | MPC                           |
| 239815           | 1997 WO15  | 23 nov 1997 | Kitt Peak           | Spacewatch      | —         | MPC                           |
| 239816           | 1998 BJ5   | 18 jan 1998 | Kitt Peak           | Spacewatch      | —         | MPC                           |
| 239817           | 1998 BZ33  | 31 jan 1998 | Kleť                | Kleť Obs.       | —         | MPC                           |
| 239818           | 1998 FD92  | 24 mar 1998 | Socorro             | LINEAR          | —         | MPC                           |
| 239819           | 1998 MH23  | 24 jun 1998 | Kitt Peak           | Spacewatch      | —         | MPC                           |
| 239820           | 1998 OA2   | 16 jul 1998 | Kitt Peak           | Spacewatch      | —         | MPC                           |
| 239821           | 1998 RD11  | 13 set 1998 | Kitt Peak           | Spacewatch      | Phocaea   | MPC                           |
| 239822           | 1998 RY31  | 14 set 1998 | Socorro             | LINEAR          | —         | MPC                           |
| 239823           | 1998 RX47  | 14 set 1998 | Socorro             | LINEAR          | —         | MPC                           |
| 239824           | 1998 SE51  | 26 set 1998 | Kitt Peak           | Spacewatch      | —         | MPC                           |
| 239825           | 1998 SO133 | 26 set 1998 | Socorro             | LINEAR          | —         | MPC                           |
| 239826           | 1998 UZ25  | 18 out 1998 | La Silla            | E. W. Elst      | —         | MPC                           |
| 239827           | 1998 VL10  | 10 nov 1998 | Socorro             | LINEAR          | —         | MPC                           |
| 239828           | 1998 VW42  | 15 nov 1998 | Kitt Peak           | Spacewatch      | —         | MPC                           |
| 239829           | 1998 WK29  | 23 nov 1998 | Kitt Peak           | Spacewatch      | —         | MPC                           |
| 239830           | 1998 XK2   | 8 dez 1998  | Kitt Peak           | Spacewatch      | —         | MPC                           |
| 239831           | 1998 YX4   | 17 dez 1998 | Caussols            | ODAS            | —         | MPC                           |
| 239832           | 1998 YS31  | 23 dez 1998 | Kitt Peak           | Spacewatch      | —         | MPC                           |
| 239833           | 1999 BD30  | 19 jan 1999 | Kitt Peak           | Spacewatch      | —         | MPC                           |
| 239834           | 1999 ET6   | 14 mar 1999 | Kitt Peak           | Spacewatch      | Mitidika  | MPC                           |
| 239835           | 1999 FU10  | 16 mar 1999 | Kitt Peak           | Spacewatch      | —         | MPC                           |
| 239836           | 1999 FY83  | 20 mar 1999 | Apache Point        | SDSS            | —         | MPC                           |
| 239837           | 1999 FX90  | 21 mar 1999 | Apache Point        | SDSS            | —         | MPC                           |
| 239838           | 1999 GL33  | 12 abr 1999 | Socorro             | LINEAR          | —         | MPC                           |
| 239839           | 1999 LF2   | 8 jun 1999  | Socorro             | LINEAR          | —         | MPC                           |
| 239840           | 1999 NC56  | 12 jul 1999 | Socorro             | LINEAR          | —         | MPC                           |
| 239841           | 1999 RQ191 | 11 set 1999 | Socorro             | LINEAR          | —         | MPC                           |
| 239842           | 1999 SM21  | 30 set 1999 | Kitt Peak           | Spacewatch      | —         | MPC                           |
| 239843           | 1999 TR71  | 9 out 1999  | Kitt Peak           | Spacewatch      | —         | MPC                           |
| 239844           | 1999 TP132 | 6 out 1999  | Socorro             | LINEAR          | —         | MPC                           |
| 239845           | 1999 TX132 | 6 out 1999  | Socorro             | LINEAR          | Pallas    | MPC                           |
| 239846           | 1999 TZ175 | 10 out 1999 | Socorro             | LINEAR          | —         | MPC                           |
| 239847           | 1999 TC191 | 12 out 1999 | Socorro             | LINEAR          | —         | MPC                           |
| 239848           | 1999 TC221 | 2 out 1999  | Catalina            | CSS             | —         | MPC                           |
| 239849           | 1999 VO11  | 7 nov 1999  | Socorro             | LINEAR          | —         | MPC                           |
| 239850           | 1999 VZ89  | 5 nov 1999  | Socorro             | LINEAR          | —         | MPC                           |
| 239851           | 1999 VG152 | 9 nov 1999  | Kitt Peak           | Spacewatch      | —         | MPC                           |
| 239852           | 1999 VR190 | 15 nov 1999 | Socorro             | LINEAR          | —         | MPC                           |
| 239853           | 1999 VC202 | 4 nov 1999  | Kitt Peak           | Spacewatch      | —         | MPC                           |
| 239854           | 1999 VL214 | 1 nov 1999  | Kitt Peak           | Spacewatch      | —         | MPC                           |
| 239855           | 1999 WA19  | 30 nov 1999 | Kitt Peak           | Spacewatch      | —         | MPC                           |
| 239856           | 1999 XJ28  | 6 dez 1999  | Socorro             | LINEAR          | Phocaea   | MPC                           |
| 239857           | 1999 XJ104 | 7 dez 1999  | Socorro             | LINEAR          | —         | MPC                           |
| 239858           | 1999 XV145 | 7 dez 1999  | Kitt Peak           | Spacewatch      | —         | MPC                           |
| 239859           | 1999 XF213 | 14 dez 1999 | Socorro             | LINEAR          | —         | MPC                           |
| 239860           | 1999 YA15  | 31 dez 1999 | Kitt Peak           | Spacewatch      | —         | MPC                           |
| 239861           | 2000 AL123 | 5 jan 2000  | Socorro             | LINEAR          | —         | MPC                           |
| 239862           | 2000 AX219 | 8 jan 2000  | Kitt Peak           | Spacewatch      | —         | MPC                           |
| 239863           | 2000 AK224 | 10 jan 2000 | Kitt Peak           | Spacewatch      | —         | MPC                           |
| 239864           | 2000 BL13  | 29 jan 2000 | Kitt Peak           | Spacewatch      | Eos       | MPC                           |
| 239865           | 2000 CY26  | 2 fev 2000  | Socorro             | LINEAR          | —         | MPC                           |
| 239866           | 2000 CY98  | 8 fev 2000  | Kitt Peak           | Spacewatch      | —         | MPC                           |
| 239867           | 2000 CQ125 | 3 fev 2000  | Socorro             | LINEAR          | —         | MPC                           |
| 239868           | 2000 EM74  | 10 mar 2000 | Kitt Peak           | Spacewatch      | —         | MPC                           |
| 239869           | 2000 GD53  | 5 abr 2000  | Socorro             | LINEAR          | —         | MPC                           |
| 239870           | 2000 HD29  | 26 abr 2000 | Kitt Peak           | Spacewatch      | —         | MPC                           |
| 239871           | 2000 HU52  | 29 abr 2000 | Socorro             | LINEAR          | —         | MPC                           |
| 239872           | 2000 JY11  | 5 mai 2000  | Socorro             | LINEAR          | —         | MPC                           |
| 239873           | 2000 JO67  | 5 mai 2000  | Kitt Peak           | Spacewatch      | —         | MPC                           |
| 239874           | 2000 JN83  | 6 mai 2000  | Socorro             | LINEAR          | —         | MPC                           |
| 239875           | 2000 KQ78  | 27 mai 2000 | Socorro             | LINEAR          | —         | MPC                           |
| 239876           | 2000 NW    | 4 jul 2000  | Prescott            | P. G. Comba     | —         | MPC                           |
| 239877           | 2000 NH4   | 3 jul 2000  | Kitt Peak           | Spacewatch      | —         | MPC                           |
| 239878           | 2000 OV8   | 30 jul 2000 | Socorro             | LINEAR          | —         | MPC                           |
| 239879           | 2000 PL14  | 1 ago 2000  | Socorro             | LINEAR          | —         | MPC                           |
| 239880           | 2000 QM35  | 28 ago 2000 | Višnjan Observatory | K. Korlević     | —         | MPC                           |
| 239881           | 2000 QW55  | 25 ago 2000 | Socorro             | LINEAR          | —         | MPC                           |
| 239882           | 2000 QU66  | 28 ago 2000 | Socorro             | LINEAR          | —         | MPC                           |
| 239883           | 2000 QS92  | 25 ago 2000 | Socorro             | LINEAR          | —         | MPC                           |
| 239884           | 2000 QX119 | 25 ago 2000 | Socorro             | LINEAR          | —         | MPC                           |
| 239885           | 2000 QN141 | 31 ago 2000 | Socorro             | LINEAR          | —         | MPC                           |
| 239886           | 2000 QW160 | 31 ago 2000 | Socorro             | LINEAR          | —         | MPC                           |
| 239887           | 2000 QU163 | 31 ago 2000 | Socorro             | LINEAR          | —         | MPC                           |
| 239888           | 2000 QE171 | 31 ago 2000 | Socorro             | LINEAR          | —         | MPC                           |
| 239889           | 2000 RF    | 1 set 2000  | Socorro             | LINEAR          | —         | MPC                           |
| 239890 Edudeldon | 2000 RX11  | 1 set 2000  | Saltsjöbaden        | A. Brandeker    | —         | MPC                           |
| 239891           | 2000 RW17  | 1 set 2000  | Socorro             | LINEAR          | —         | MPC                           |
| 239892           | 2000 RE65  | 1 set 2000  | Socorro             | LINEAR          | Ursula    | MPC                           |
| 239893           | 2000 RO74  | 3 set 2000  | Socorro             | LINEAR          | —         | MPC                           |
| 239894           | 2000 RD75  | 3 set 2000  | Socorro             | LINEAR          | —         | MPC                           |
| 239895           | 2000 SF32  | 24 set 2000 | Socorro             | LINEAR          | Ursula    | MPC                           |
| 239896           | 2000 SD52  | 23 set 2000 | Socorro             | LINEAR          | —         | MPC                           |
| 239897           | 2000 SG62  | 24 set 2000 | Socorro             | LINEAR          | —         | MPC                           |
| 239898           | 2000 ST62  | 24 set 2000 | Socorro             | LINEAR          | —         | MPC                           |
| 239899           | 2000 SL78  | 24 set 2000 | Socorro             | LINEAR          | —         | MPC                           |
| 239900           | 2000 SP87  | 24 set 2000 | Socorro             | LINEAR          | —         | MPC                           |

## 239901–240000
| Designação | Designação | Descoberta  | Descoberta    | Descobridor(es) | Categoria | Mais informações / Referência |
| Permanente | Provisória | Data        | Local         | Descobridor(es) | Categoria | Mais informações / Referência |
| ---------- | ---------- | ----------- | ------------- | --------------- | --------- | ----------------------------- |
| 239901     | 2000 SR122 | 24 set 2000 | Socorro       | LINEAR          | —         | MPC                           |
| 239902     | 2000 SU125 | 24 set 2000 | Socorro       | LINEAR          | —         | MPC                           |
| 239903     | 2000 SF129 | 26 set 2000 | Socorro       | LINEAR          | —         | MPC                           |
| 239904     | 2000 SV132 | 23 set 2000 | Socorro       | LINEAR          | —         | MPC                           |
| 239905     | 2000 SP151 | 24 set 2000 | Socorro       | LINEAR          | —         | MPC                           |
| 239906     | 2000 SQ161 | 20 set 2000 | Haleakala     | NEAT            | —         | MPC                           |
| 239907     | 2000 SP164 | 26 set 2000 | Socorro       | LINEAR          | Juno      | MPC                           |
| 239908     | 2000 SH223 | 27 set 2000 | Socorro       | LINEAR          | —         | MPC                           |
| 239909     | 2000 SN233 | 21 set 2000 | Socorro       | LINEAR          | —         | MPC                           |
| 239910     | 2000 SQ240 | 26 set 2000 | Socorro       | LINEAR          | —         | MPC                           |
| 239911     | 2000 SC246 | 24 set 2000 | Socorro       | LINEAR          | —         | MPC                           |
| 239912     | 2000 SV254 | 24 set 2000 | Socorro       | LINEAR          | —         | MPC                           |
| 239913     | 2000 SM285 | 23 set 2000 | Socorro       | LINEAR          | —         | MPC                           |
| 239914     | 2000 SX323 | 28 set 2000 | Kitt Peak     | Spacewatch      | —         | MPC                           |
| 239915     | 2000 SA334 | 26 set 2000 | Haleakala     | NEAT            | —         | MPC                           |
| 239916     | 2000 SM338 | 25 set 2000 | Haleakala     | NEAT            | —         | MPC                           |
| 239917     | 2000 TD7   | 1 out 2000  | Socorro       | LINEAR          | —         | MPC                           |
| 239918     | 2000 TC40  | 1 out 2000  | Socorro       | LINEAR          | —         | MPC                           |
| 239919     | 2000 TA48  | 1 out 2000  | Anderson Mesa | LONEOS          | —         | MPC                           |
| 239920     | 2000 TN62  | 2 out 2000  | Socorro       | LINEAR          | —         | MPC                           |
| 239921     | 2000 UR5   | 24 out 2000 | Socorro       | LINEAR          | Pallas    | MPC                           |
| 239922     | 2000 UW33  | 26 out 2000 | Socorro       | LINEAR          | Juno      | MPC                           |
| 239923     | 2000 UK34  | 24 out 2000 | Socorro       | LINEAR          | —         | MPC                           |
| 239924     | 2000 UR40  | 24 out 2000 | Socorro       | LINEAR          | —         | MPC                           |
| 239925     | 2000 UZ45  | 24 out 2000 | Socorro       | LINEAR          | —         | MPC                           |
| 239926     | 2000 UB46  | 24 out 2000 | Socorro       | LINEAR          | —         | MPC                           |
| 239927     | 2000 UZ85  | 31 out 2000 | Socorro       | LINEAR          | Mitidika  | MPC                           |
| 239928     | 2000 WJ21  | 21 nov 2000 | Socorro       | LINEAR          | Juno      | MPC                           |
| 239929     | 2000 WO90  | 21 nov 2000 | Socorro       | LINEAR          | —         | MPC                           |
| 239930     | 2000 WQ138 | 21 nov 2000 | Socorro       | LINEAR          | —         | MPC                           |
| 239931     | 2000 WL162 | 20 nov 2000 | Socorro       | LINEAR          | —         | MPC                           |
| 239932     | 2000 WY191 | 19 nov 2000 | Anderson Mesa | LONEOS          | —         | MPC                           |
| 239933     | 2000 XR5   | 1 dez 2000  | Socorro       | LINEAR          | —         | MPC                           |
| 239934     | 2000 XD36  | 5 dez 2000  | Socorro       | LINEAR          | —         | MPC                           |
| 239935     | 2000 YW36  | 30 dez 2000 | Socorro       | LINEAR          | —         | MPC                           |
| 239936     | 2000 YQ58  | 30 dez 2000 | Socorro       | LINEAR          | Meliboea  | MPC                           |
| 239937     | 2000 YP82  | 30 dez 2000 | Socorro       | LINEAR          | —         | MPC                           |
| 239938     | 2001 AE9   | 2 jan 2001  | Socorro       | LINEAR          | —         | MPC                           |
| 239939     | 2001 AZ30  | 4 jan 2001  | Socorro       | LINEAR          | —         | MPC                           |
| 239940     | 2001 BD13  | 21 jan 2001 | Socorro       | LINEAR          | —         | MPC                           |
| 239941     | 2001 BN16  | 18 jan 2001 | Socorro       | LINEAR          | —         | MPC                           |
| 239942     | 2001 CS12  | 1 fev 2001  | Socorro       | LINEAR          | —         | MPC                           |
| 239943     | 2001 CU26  | 1 fev 2001  | Kitt Peak     | Spacewatch      | —         | MPC                           |
| 239944     | 2001 CV29  | 2 fev 2001  | Anderson Mesa | LONEOS          | —         | MPC                           |
| 239945     | 2001 CZ39  | 13 fev 2001 | Socorro       | LINEAR          | Meliboea  | MPC                           |
| 239946     | 2001 CA41  | 15 fev 2001 | Socorro       | LINEAR          | —         | MPC                           |
| 239947     | 2001 DT43  | 19 fev 2001 | Socorro       | LINEAR          | —         | MPC                           |
| 239948     | 2001 DB87  | 27 fev 2001 | Kitt Peak     | Spacewatch      | —         | MPC                           |
| 239949     | 2001 DC107 | 19 fev 2001 | Kitt Peak     | Spacewatch      | Phocaea   | MPC                           |
| 239950     | 2001 EE4   | 2 mar 2001  | Anderson Mesa | LONEOS          | —         | MPC                           |
| 239951     | 2001 FG17  | 19 mar 2001 | Anderson Mesa | LONEOS          | —         | MPC                           |
| 239952     | 2001 FS75  | 19 mar 2001 | Socorro       | LINEAR          | —         | MPC                           |
| 239953     | 2001 FU95  | 16 mar 2001 | Socorro       | LINEAR          | —         | MPC                           |
| 239954     | 2001 FG120 | 28 mar 2001 | Kitt Peak     | Spacewatch      | —         | MPC                           |
| 239955     | 2001 FY169 | 24 mar 2001 | Anderson Mesa | LONEOS          | —         | MPC                           |
| 239956     | 2001 FF186 | 16 mar 2001 | Socorro       | LINEAR          | —         | MPC                           |
| 239957     | 2001 GD1   | 13 abr 2001 | Socorro       | LINEAR          | —         | MPC                           |
| 239958     | 2001 GH9   | 15 abr 2001 | Socorro       | LINEAR          | —         | MPC                           |
| 239959     | 2001 GV11  | 15 abr 2001 | Haleakala     | NEAT            | —         | MPC                           |
| 239960     | 2001 HS36  | 29 abr 2001 | Socorro       | LINEAR          | —         | MPC                           |
| 239961     | 2001 JJ10  | 15 mai 2001 | Anderson Mesa | LONEOS          | —         | MPC                           |
| 239962     | 2001 KB52  | 16 mai 2001 | Palomar       | NEAT            | —         | MPC                           |
| 239963     | 2001 MX1   | 18 jun 2001 | Wise          | Wise Obs.       | —         | MPC                           |
| 239964     | 2001 MB2   | 19 jun 2001 | Palomar       | NEAT            | —         | MPC                           |
| 239965     | 2001 NC6   | 14 jul 2001 | Emerald Lane  | L. Ball         | —         | MPC                           |
| 239966     | 2001 OW11  | 18 jul 2001 | Haleakala     | NEAT            | —         | MPC                           |
| 239967     | 2001 PH4   | 7 ago 2001  | Haleakala     | NEAT            | —         | MPC                           |
| 239968     | 2001 PM33  | 10 ago 2001 | Palomar       | NEAT            | —         | MPC                           |
| 239969     | 2001 PW33  | 10 ago 2001 | Palomar       | NEAT            | —         | MPC                           |
| 239970     | 2001 QX53  | 16 ago 2001 | Socorro       | LINEAR          | —         | MPC                           |
| 239971     | 2001 QP125 | 19 ago 2001 | Socorro       | LINEAR          | —         | MPC                           |
| 239972     | 2001 QF157 | 23 ago 2001 | Anderson Mesa | LONEOS          | —         | MPC                           |
| 239973     | 2001 QV226 | 24 ago 2001 | Anderson Mesa | LONEOS          | —         | MPC                           |
| 239974     | 2001 QN257 | 25 ago 2001 | Socorro       | LINEAR          | —         | MPC                           |
| 239975     | 2001 QS269 | 19 ago 2001 | Kvistaberg    | UDAS            | —         | MPC                           |
| 239976     | 2001 QU293 | 22 ago 2001 | Kiso          | Y. Ohba         | Ursula    | MPC                           |
| 239977     | 2001 QO329 | 23 ago 2001 | Anderson Mesa | LONEOS          | —         | MPC                           |
| 239978     | 2001 QG330 | 25 ago 2001 | Anderson Mesa | LONEOS          | —         | MPC                           |
| 239979     | 2001 RR30  | 7 set 2001  | Socorro       | LINEAR          | —         | MPC                           |
| 239980     | 2001 RB96  | 11 set 2001 | Kitt Peak     | Spacewatch      | —         | MPC                           |
| 239981     | 2001 RH115 | 12 set 2001 | Socorro       | LINEAR          | —         | MPC                           |
| 239982     | 2001 RT117 | 12 set 2001 | Socorro       | LINEAR          | —         | MPC                           |
| 239983     | 2001 RC118 | 12 set 2001 | Socorro       | LINEAR          | —         | MPC                           |
| 239984     | 2001 RH126 | 12 set 2001 | Socorro       | LINEAR          | —         | MPC                           |
| 239985     | 2001 RS130 | 12 set 2001 | Socorro       | LINEAR          | —         | MPC                           |
| 239986     | 2001 RT130 | 12 set 2001 | Socorro       | LINEAR          | —         | MPC                           |
| 239987     | 2001 RF138 | 12 set 2001 | Socorro       | LINEAR          | Ursula    | MPC                           |
| 239988     | 2001 RW154 | 12 set 2001 | Kitt Peak     | Spacewatch      | —         | MPC                           |
| 239989     | 2001 SS7   | 18 set 2001 | Kitt Peak     | Spacewatch      | —         | MPC                           |
| 239990     | 2001 SL8   | 18 set 2001 | Kitt Peak     | Spacewatch      | —         | MPC                           |
| 239991     | 2001 SX15  | 16 set 2001 | Socorro       | LINEAR          | —         | MPC                           |
| 239992     | 2001 SS36  | 16 set 2001 | Socorro       | LINEAR          | Ursula    | MPC                           |
| 239993     | 2001 SP82  | 20 set 2001 | Socorro       | LINEAR          | —         | MPC                           |
| 239994     | 2001 SH90  | 20 set 2001 | Socorro       | LINEAR          | —         | MPC                           |
| 239995     | 2001 SC193 | 19 set 2001 | Socorro       | LINEAR          | —         | MPC                           |
| 239996     | 2001 SV202 | 19 set 2001 | Socorro       | LINEAR          | —         | MPC                           |
| 239997     | 2001 SU215 | 19 set 2001 | Socorro       | LINEAR          | —         | MPC                           |
| 239998     | 2001 SF233 | 19 set 2001 | Socorro       | LINEAR          | —         | MPC                           |
| 239999     | 2001 SR233 | 19 set 2001 | Socorro       | LINEAR          | —         | MPC                           |
| 240000     | 2001 SY244 | 19 set 2001 | Socorro       | LINEAR          | —         | MPC                           |